# مشهد
مَشهَد () کلان‌شهری در شمال شرقی ایران و مرکز استان خراسان رضوی است. این شهر در زمان افشاریان، پایتخت ایران بود. این شهر دارای ۱۳ منطقهٔ شهری و مساحت شهری ۳۵۱ کیلومتر مربع است. همچنین براساس سرشماری عمومی نفوس و مسکن سال ۱۳۹۵ مشهد با ۴،۰۰۰،۰۰۰ تن جمعیت، دومین شهر پرجمعیت ایران پس از تهران و نود و پنجمین شهر پر جمعیت دنیا به‌شمار می‌رود. این شهر به واسطهٔ وجود حرم علی بن موسی الرضا، هشتمین امام مذهب شیعه، به‌طور میانگین سالانه پذیرای بیش از ۲۷ میلیون زائر از داخل و دو میلیون زائر از خارج از کشور است.
شهر مشهد در حوزهٔ رودخانهٔ کشف‌رود و در دشت مشهد میان کوه‌های هزارمسجد و بینالود گسترده شده است. بیشینهٔ ارتفاع شهر مشهد ۱۱۵۰ متر و کمینهٔ آن ۹۵۰ متر است. شهر مشهد دارای آب و هوای متغیر، اما معتدل و متمایل به سرد و خشک است و از تابستان‌های گرم و خشک و زمستان‌های سرد و مرطوب برخوردار است. بیشینهٔ درجه حرارت در تابستان‌ها ۴۳ درجه بالای صفر و کمینهٔ آن در زمستان‌ها ۲۲ درجه زیر صفر است.
مشهد دارای ۱۳ منطقهٔ شهرداری است و شهردار آن توسط شورای شهر ۱۵ نفره انتخاب می‌شود. این شهر دارای یک فرودگاه بین‌المللی، یک ایستگاه راه‌آهن و سه پایانه است که ارتباط آن با شهرهای دیگر را ممکن می‌سازد. حمل و نقل داخلی مشهد، توسط سامانهٔ تاکسیرانی و اتوبوس رانی و قطار شهری انجام می‌شود. اقتصاد مشهد متکی به گردشگری مذهبی با تمرکز بر حرم امام رضا است. در کنار آن، وجود مراکز تجاری بزرگ و امکانات پزشکی قابل توجه، موجب رونق گردشگری تفریحی و گردشگری سلامت در این شهر نیز شده است. 

## نام
واژهٔ «مَشْهَد» (جمع: «مَشاهِد») به‌معنی محل شهود و محل شهادت است. به‌باور شیعیان، علی بن موسی الرضا پس از قتل به‌دست مأمون، خلیفهٔ عباسی، در سال ۲۰۳ ه‍. ق، در آرامگاه هارون‌الرشید سناباد به‌خاک سپرده شد. از آن پس «سناباد نوغان» به‌نام «مشهدالرضا» خوانده شد و کم‌کم بر پهنهٔ آن، به‌ویژه در زمان شاه تهماسب صفوی، افزوده شد و مردم توس (طوس) به مشهد کوچ داده شدند؛ و به‌مرور زمان نام مشهد بر این شهر ماندگار شد. به مشهد نام «قبلهٔ هفتم» را نیز اطلاق می‌کنند.

### پیشینهٔ کاربرد نام مشهد

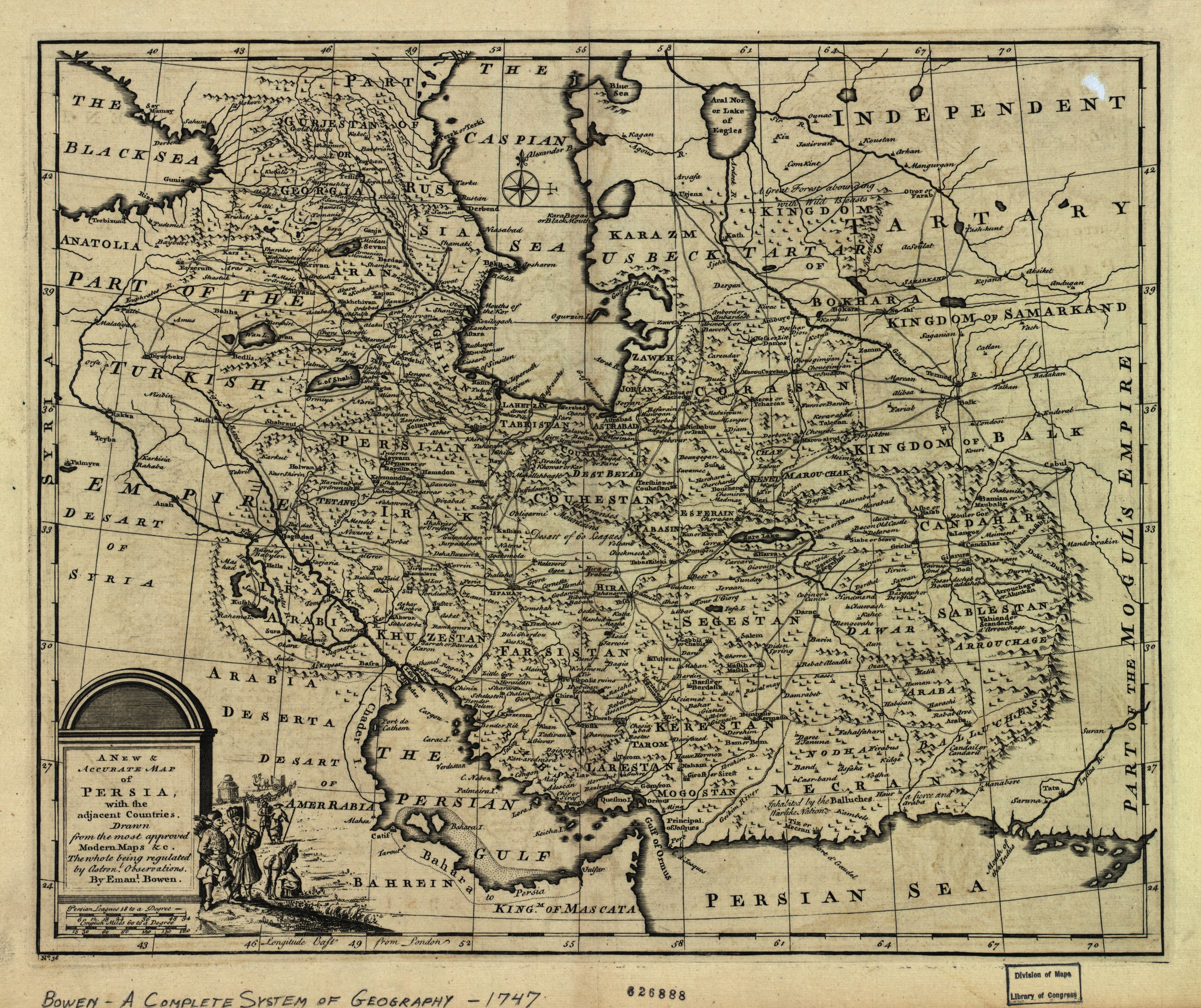
نقشهٔ ایران در سال ۱۱۲۶ که توسط امانوئل بوئن، جغرافی‌دان و نقشه‌کش بریتانیایی، ترسیم شده است. این نقشه که وسعت و محدودهٔ پادشاهی دودمان افشاریه را نمایش می‌دهد، اسامی بسیاری از مناطق، شهرها، دریاچه‌ها و دریاهای آن زمانِ ایران را نیز دربرگرفته است. این نقشه از کشور ایران در سال ۱۷۴۷ م، برابر با ۱۱۲۶ و ۱۱۶۰ ه‍.ق و در زمان سلسلهٔ افشاریان رسم شده است. نام مشهد در کنار نام توس در نقشه مشهود است.

پیش از قتل علی بن موسی الرضا در ۲۰۳ ه‍. ق، و دفن او در کاخ حُمَید بن قَحطَبة در سناباد نوغان، خبری از مشهد نبود. حتی نام نوغان توس از سده‌های اولیهٔ اسلامی به بعد در متون راه یافته و پیش از آن تقریباً هیچ خبری از نوغان نیست، بلکه تنها از ولایت توس یا شهر توس اخباری در اساطیر و آثار حماسیِ بعد به چشم می‌خورَد. در نتیجه، تاریخچهٔ مشهد از ابتدا تا پیدایش اسلام در تاریخ توس، و در دو سدهٔ اسلامی در تاریخ نوغان مستتر است. اینکه توس هم یک شهر و هم یک منطقه است، همراه با این واقعیت که هر دو ناحیه، همواره به‌عنوان شهرهای اصلی منطقه در نظر گرفته می‌شوند، این باور نادرست را در میان جغرافی‌دانان متأخر عربی رواج داده که توس، پایتخت شهری دوبخشی شامل تابران و نوغان بوده است. این باور در مورد دوبخشی‌بودن شهر توس به‌طور عام در ادبیات اروپایی راه یافته است. سِر پِرسی سایکس و به‌دنبال وی، ئی. دیز صراحتاً این تصور را به‌چالش کشیدند. جغرافی‌دانان قدیم‌تر عرب به‌درستی تابران و نوغان را به‌عنوان دو شهر کاملاً مجزا، از یکدیگر متمایز کردند. ویرانه‌های تابران، توس و مشهد در حدود ۱۹ کیلومتری یکدیگر قرار دارند.

### مشهد در نوشتار محدثان، مورخان و جغرافی‌دانان دورهٔ اسلامی
در سدهٔ سوم ه‍. ق، ابن بابویه قمی در کتاب عیون اخبار الرضا فصلی را به مشهد اختصاص داده و در تمامی اخبار و مطالب، همه‌جا واژهٔ «مشهد» و «مشهد رضوی» را آورده است. ابن حوقل در سدهٔ چهارم ه‍.ق به‌سادگی این مکان را مشهد نامیده؛ یاقوت حَمَوی، در بیانی صریح‌تر، آن را «مشهد رضوی حرم رضا» نام نهاده است. مشهد به‌عنوان نام یک مکان، نخستین بار در احسن التّقاسیم فی معرفةِ الأقالیم محمد مقدّسی (مَقدِسی) و اواخر دههٔ سوم سده چهارم ه‍.ق پدیدار شده است. در حدود نیمهٔ سده هشتم ه‍. ق، ابن بطوطه در سفرنامهٔ خود، از اصطلاح «شهر مشهد الرضا» استفاده کرده است. به‌نظر می‌رسد نام نوغان که هنوز هم بر سکه‌های نیمهٔ اول سدهٔ هشتم ه‍.ق تحت حاکمیت ایلخانیان دیده می‌شود، به‌تدریج جای خود را به «المشهد» یا «مشهد» داده باشد. در این دوره مشهد اغلب با صراحت بیشتری با عناوین «مشهد رضا»، «مشهد مقدس» و «مشهد توس» شناخته می‌شود. اغلب در ادبیات و به‌ویژه در شعر، تنها توس مد نظر قرار گرفته است؛ برای نمونه، «توس جدید» در مقابل «توس قدیمی» یا شهری مقتضیِ این نام. معین‌الدین محمد الزّمجی الاسفزاری، مورخ سده نهم ه‍. ق، در کتاب روضات‌الجَنّات فی أوصاف مدینةِ هرات از آن با عنوان «مشهد مقدس رضوی» نام برده است. و صدرالمتألهین لاهیجانی در کتاب تاریخ و جغرافیای شهر مشهد در سدهٔ چهاردهم ه‍.ق از واژهٔ «مشهد مقدس رضوی» استفاده کرده است.

## پیشینه

### تاریخ اولیه

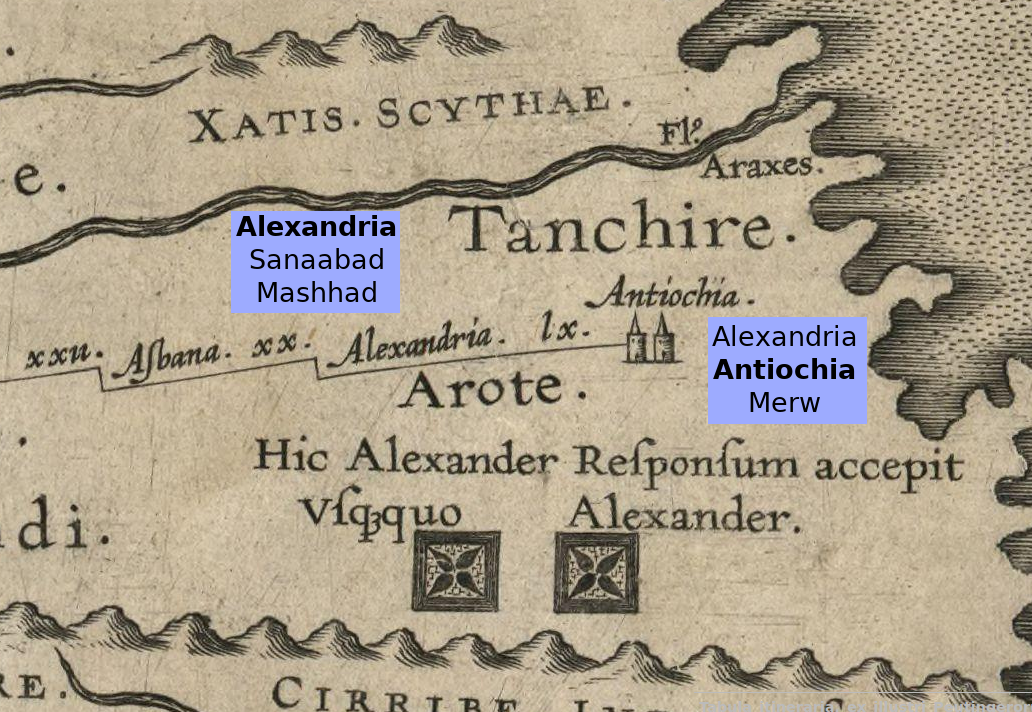
مشهد (به‌عنوان اسکندریّه)، بر روی تبیولا پیتینگریانا، یک نقشهٔ کهن رومی

منابع کهن یونانی، عبور و اقامت اسکندر کبیر در این سرزمین را که «سوسیا» (یونانی باستان: Σούσια، انگلیسی: Susia) خوانده می‌شد، به سال ۳۳۰ پیش از میلاد مسیح، گزارش کرده‌اند. سوسیا معادل «توس» در تلفظ یونانیان همراه اسکندر بود. توس را قلب منطقهٔ پارت می‌دانستند.
پلینی بزرگ این‌چنین از شهر یاد می‌کند، که در میانهٔ پارت، در نزدیکی نسا و ارشاک (احتمالاً قوچان امروزی)، در منطقه‌ای خوش آب‌وهوا، شهری است که به‌واسطهٔ بنیانگذارش، آن را الکساندروپولیس (یعنی شهر اسکندر) می‌گویند. نقشهٔ تبیولا پیتینگریانا، که متعلق به اوایل دورهٔ رومی است نیز این آبادی را در غرب شهر مرو، به جای سوسیا، «اسکندریّه» نامیده است. بسیاری از مورخان مسلمان، از سده‌های ۱۰ تا ۱۶ میلادی، تأسیس «سناباد» (نام قدیمی شهر) را به اسکندر نسبت داده‌اند. همچنین در منابع حدیث شیعه، که راویان، آن را به سده‌های ۷ تا ۹ میلادی متصل می‌کنند، نقل‌قول‌هایی وجود دارد مبنی بر اینکه علی بن موسی الرضا و هارون الرشید، در شهری دفن شده‌اند که آن را «بندهٔ نیکوکار، صاحب دو شاخ» بناء کرده است؛ عنوانی که معمولاً برای اسکندر کبیر شناخته می‌شود.
حوضهٔ رودخانهٔ کشف‌رود که شهر مشهد در آن قرار دارد، به‌خاطر شرایط مناسب طبیعی، از پیش از اسلام به‌عنوان یکی از بخش‌های مورد توجه برای سکونت در خراسان به‌حساب می‌آمده است. در نزدیکی شهر کنونی مشهد، شهری به نام توس وجود داشته است. اهمیت این شهر در دوران اسلامی به استقرار یکی از مهم‌ترین زیارتگاه‌های جهان که برای امام هشتم شیعیان، علی بن موسی الرضا، ساخته شده است، بازمی‌گردد. بنابراین، آنچه سناباد نوغان را در سرتاسر جهان مشهور ساخت، نه آرامگاه هارون الرشید، خلیفهٔ عباسی، بلکه زیارتگاه امام شیعه بود و شهر بزرگی که با گذشت زمان در اطراف روستایی کوچک گسترش یافت، المشهد (مشهد) عنوان گرفته که به معنای «حرم حزن‌انگیز» است (در درجهٔ اول، حرم شهیدی از خاندان پیامبر اسلام).

### در دورهٔ خلافت اسلامی

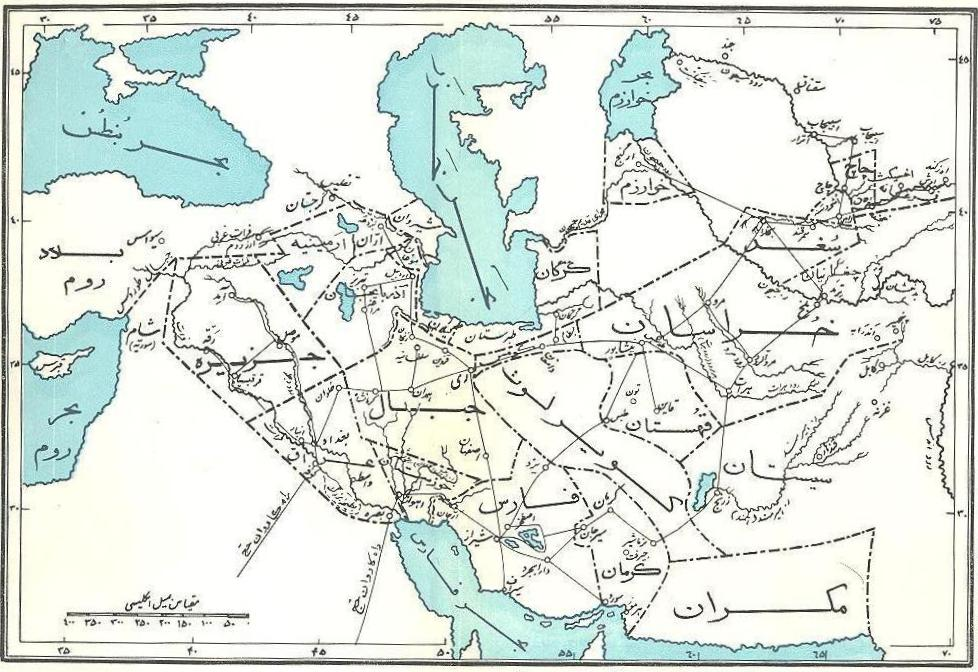
موقعیت خراسان و توس (طوس) در نقشهٔ ایران در عصر خلفای عباسی، برگرفته از کتاب جغرافیای تاریخیِ سرزمین‌های خلافت شرقی

به‌گفتهٔ تاریخ‌نویسان، هنگامی که یزدگرد سوم از برابر سپاهیان مسلمان عرب گریخت، راهی توس شد تا از کُنارَنگِ توس، مرزبان خود در آن خطه، پناه بخواهد، اما کنارنگ یزدگرد را از توس راهی مرو کرد. پس از آن، کنارنگیان به رغم فتح خراسان توسط اعراب، همچنان نفوذ خود را در خطهٔ توس حفظ کردند و تا پایان عصر امویان، در آن‌جا ماندند و تنها پس از یورش سرداران ابومسلم در سال ۱۲۹ ه‍.ق بود که آن‌جا را رها ساختند. تنها خبر شاهنامه که تاریخ هم آن را تأیید می‌کند پناهنده‌شدن یزدگرد سوم ساسانی به کنارنگ توس، پس از شکست از تازیان در زمان خلافت عثمان است.
مأمون، جانشین هارون، پس از گذشت چند سالی از خلافتش بر اثر طغیانی که علیه وی توسط علویان پدید آمد، به قصد آن‌که تمایل شیعیان را به خود جلب کند، علی بن موسی الرضا، امام هشتم شیعه، را به جانشینی نامزد کرد و به دارالخلافه‌اش در مرو فراخواند. مأمون به همراه علی بن موسی الرضا، پس از یک سال ماندن در مرو، رهسپار بغداد شد. در طی راه در روستای نوغان، علی بن موسی الرضا، به خانهٔ امیر سناباد وارد و در آن‌جا به‌روایت شیعیان مسموم شد و در سال ۲۰۲ یا ۲۰۳ ه‍.ق پس از سه روز درگذشت و پیکرش در باغ حمید بن قحطبه در کنار مقبرهٔ هارون، در ۱٫۵ کیلومتری روستای سناباد مدفون شد. از همان زمان، این نقطه، مشهد الرضا و بعد به‌اختصار مشهد نام گرفت.

### در دوران حکومت‌های ایرانی تا عصر صفویه
در ابتدای سده چهارم ه‍. ق، عصر شکوفایی فرهنگ ایرانی — که با روی‌کارآمدن نصر بن احمد سامانی (۳۰۰ ه‍.ق) رونقی یافته‌بود — در سرزمین توس نیز به بار نشست.
مشهد نیز همچون تمامی شهرهای بزرگ‌تر ایران بارها شاهد افزایش جنگ و وحشت درون دیوارهای خود بود. سبکتگین، مؤسس سلسلهٔ غزنویان، در زمان فتح توس آرامگاه علی بن موسی الرضا را ویران کرد. اما، بعداً پسرش، سلطان محمود، آن را بازسازی نمود. در سال ۴۲۸ ه‍.ق طی دوران حکومت سلطان مسعود غزنوی، حاکم بعدی خراسان به‌منظور حفاظت از آرامگاه علی بن موسی الرضا استحکامات دفاعی را بنا کرد. در سال ۵۱۵ ه‍.ق دیواری در اطراف شهر ساخته شد که تاحدودی امکان حفاظت در برابر حملات را نیز فراهم می‌ساخت. در سال ۵۵۶ ه‍.ق ترک‌های غز موفق به گرفتن منطقه شدند، ولی از تاراج و غارت ناحیهٔ مقدس چشم‌پوشی کردند.
در زمان سلجوقیان، توس درعین‌حال که از رونق درونی برخوردار بود، با بی‌مهری سلاطین روبه‌رو شد؛ ولی در این ایام خواجه نظام‌الملک وزیر شهیر آلب ارسلان و ملکشاه سلجوقی در زمان وزارت ۳۰ ساله‌اش توجهی به توس داشت و حتی مسجدی هم در تابران ساخت. در ابتدای سده ششم ه‍.ق گویا تابران مدتی دچار قحطی و بلا بوده، این مطلب از نامه امام محمد غزالی به سلطان سنجر بر می‌آید؛ اما تابران در رهگذر زمان همچنان یکی از شهرهای مهم محسوب می‌شد. چنان‌که انوری شاعر معروف دربار سنجری در مدرسه منصوریهٔ تابران تحصیل می‌کرد و باغ و مدرسه آن را ستایش کرده است.
ازجمله اماکنی که در عهد سلطان سنجر سلجوقی، به اصرار منابع شیعی متأخر، مانند مطلع‌الشمس و منتخب‌التواریخ، مورد توجه وی قرار داشت، مشهد بود؛ زیرا توس به‌واسطهٔ وجود حرم علی بن موسی الرضا، از قطب‌های تشیع در خراسان به‌شمار می‌آمد و بنابه اعتراف منابع شیعی آن دوره، مرکزی دینی برای شیعیان و مورد علاقهٔ ایشان بود و بنابه موقعیت جغرافیایی که بر سر راه‌های تجاری داشت، از مراکز اقتصادی، نیز محسوب می‌شد؛ و به‌این‌ترتیب، اهمیت سیاسی نیز یافته‌بود. در سده ششم ه‍.ق نخستین گنبد حرم بر فراز قبهٔ موجود، به‌فرمان سلطان سنجر سلجوقی و به‌کوشش وزیر وی، شرف‌الدین قمی ضمن تعمیر حرم ساخته شد که جنس آن گنبد از کاشی بود. این قبه (گنبد آغازین) همان است که امروزه از داخل حرم دیده می‌شود و سطح مقعر و مقرنسهای آینه‌کاری شدهٔ آن پیداست.
در خلال سده‌های چهارم تا ششم ه‍. ق، در عصر شکوفایی فرهنگ ایرانی–اسلامی، دانشمندان و رجال برجسته‌ای از آن برخاسته؛ و در دیگر نواحی، و به‌طور عمده در شهرهایی که بیشتر کانون توجه بود، شکوفا شدند. خواجه نظام‌الملک (۴۰۸ تا ۴۸۵ ه‍.ق)، امام محمد غزالی (۴۵۰ تا ۵۰۵ ه‍.ق)، احمد غزالی (۴۵۴ تا ۵۲۰ ه‍.ق)، ابوالقاسم فردوسی (۳۲۹ تا ۴۱۱ ه‍.ق)، اسدی توسی (متوفی ۴۶۵ ه‍.ق) و شیخ توسی (۳۸۵ تا ۴۶۰ ه‍.ق) از آن دسته‌اند.
توس در سال ۷۹۱ ه‍.ق ضربهٔ مهلکی را از جانب میران‌شاه، پسر تیمور، دریافت کرد. زمانی که نجیب‌زادهٔ مغولیِ حاکم بر منطقه دست به شورش زده و تلاش کرد خود را مستقل سازد، تیمورلنگ پسر خود میران‌شاه را برای مقابله با وی عازم منطقه کرد. توس پس از محاصره‌ای چندین ماهه مورد یورش قرار گرفت، به‌غارت و یغما برده شده و تلی از خاک از آن بر جای ماند؛ ده‌هزار نفر از ساکنان توس در این یورش قتل‌عام شدند. کسانی که از این کشتار همگانی جان سالم به‌در بردند در پناهگاه حرم امام رضا سکنی گزیدند. از این پس توس متروکه شد و مشهد جایگاه این شهر به عنوان پایتخت را از آن خود ساخت.
بعد از آن، علی‌رغم تلاشی که شاهرخ و شیبک خان ازبک در ۹۱۵ ه‍.ق برای ساخت مجدد شهر انجام دادند، روی آبادانی به خود ندید و به‌تدریج روستاهای کوچکی جایگزین آن همه آوازه و رونق شد.
از این زمان به بعد دیگر عصر حیات تابران به‌سر آمده‌بود و روی توجه تاریخ به‌سوی شهری قرار گرفت که سده‌ها با نام نوغان و از این زمان به‌بعد با نام مشهد در کنار تابران قرار داشت و جای این شهر را گرفت. در روزگار دوران تیموری در سده نهم ه‍. ق، به‌دنبال کوشش‌های شاهرخ تیموری در آبادانی مشهد، به‌همت همسر وی گوهرشادآغا، نخستین مسجد جامع شهر مشهد (مسجد گوهرشاد) با نام وی در سمت قبلهٔ حرم رضوی که — صحن جنوبی را تشکیل می‌دهد — به‌اتمام رسید.

### از صفویه تا زندیه

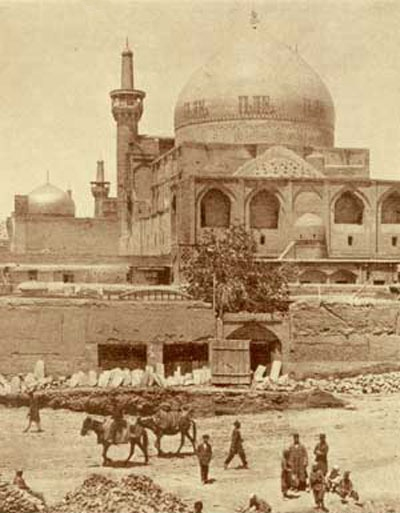
عکسی قدیمی از مسجد گوهرشاد و حرم امام رضا در دوردست

با توجه تیموریان به مشهد و به‌ویژه بعد از آن در دورهٔ صفویه با استقرار رسمی مذهب تشیع در ایران و توجه خاص صفویان به مشهد و نیز انتقال آب چشمه گیلاس در دو مرحله (دورهٔ تیموری و دورهٔ صفوی) به مشهد، امید حیات دوبارهٔ تابران به‌کلی از میان رفت. با پیشرفت خاندان صفوی عرصهٔ تازه‌ای از موفقیت برای مشهد آغاز شد. نخستین شاه این خاندان، شاه اسماعیل اول، شیعه را به‌عنوان مذهب رسمی بنیان نهاد و به‌دنبال این رویداد، شهرهای مقدس داخل مرزهای ایران به‌ویژه مشهد و قم، به شاخصه‌ای اصلی در برنامهٔ وی بدل شدند، چنان‌که در مورد جانشینانش نیز همین‌طور بود. زیارت این آرامگاه‌های مقدس رونق قابل‌توجهی را برای این شهرها به ارمغان آورد. در مشهد، بارگاه سلطنتی، فعالیت ساخت‌وساز وسیعی را به‌نمایش گذاشت. در این رابطه به‌ویژه شاه تهماسب اول، جانشین شاه اسماعیل اول و شاه عباس اول از چهره‌های شاخص به‌شمار می‌آیند. سلاطین صفوی که در اعتلای شعائر مذهب شیعه سعی وافر داشتند، خراسان و به‌ویژه مشهد را مورد توجه خاص قرار دادند. برهمین‌اساس، هرات در عهد شاه اسماعیل اول از دارالملک خراسان خارج شد و شهر مشهد جای آن را گرفت.
در زمان شاه تهماسب اول، خان‌های شیبانیان چند بار به مشهد حمله و یک بار در سال ۹۳۶ آن را تصرف کرد. سال ۹۹۷ سال فاجعه‌انگیزی برای مشهد بود. عبدالمؤمن شیبانی پس از چهار ماه محاصره، شهر را مجبور به تسلیم کرد. خیابان‌های شهر مملو از خون شدند و غارت و تاراج سرتاسری در دروازه‌های منطقهٔ مقدس تمامی نداشت. شاه عباس اول که از سال ۹۹۳ تا صعود رسمی تاج و تختش به قزوین در سال ۹۹۵ در مشهد زندگی می‌کرد، تا سال ۱۰۰۶ قادر به بازپس‌گیری مشهد از ازبک‌ها نبود.
در دوران پادشاهی شاه عباس اعتبار و رونق شهر مشهد رو به فزونی نهاد. شاهراهی میان اصفهان، مشهد و هرات احداث گردید و کاروانسراها و آب‌انبارهای بزرگ در مسیر آن ساخته شده، حرم رضوی نیز در این عهد توسعه یافت. همچنین خیابانی مستقیم از غرب به شرق شهر مشهد در دورهٔ شاه عباس احداث شد که از میان آن نهری جاری بود. از اقدامات دیگر وی در مشهد می‌توان به انتقال آب چشمه گیلاس به مشهد اشاره کرد. شاه عباس، مشهد را به‌طور رسمی «شهر مقدس ایران» قرار داد تا مردم به زیارت امام هشتم شیعیان بروند و از رنج و مشقت‌های سفر حج و سخت‌گیری‌های حکام ولایات عثمانی دیگر خبری نباشد.
در ایرانِ عصر صفوی تنها سیزده شهر دارای بیگلربیگی عظیم‌الشأن بودند که یکی از آن‌ها مشهد بود. بیگلربیگی مشهد حاکمان تابعی هم داشت که عبارت بودند از حکام سرخس، نیشابور، ترشیز، ابیورد، آزادوار، نسا، سبزوار، اسفراین، حورور ویساکوه، درون، تربت و بزاندوق. همچنین ظاهراً مشهد یکی از معدود شهرهای قلمرو صفویه بوده که در روزگار شاه سلیمان و شاه سلطان حسین در آن سکه ضرب می‌شده است.
در سال ۱۱۳۵ و با آغاز حکومت شاه تهماسب دوم، ایل افغانی ابدالی به خراسان حمله کرد. مشهد سقوط کرد؛ ولی در سال ۱۱۳۸ ایرانی‌ها موفق شدند پس از یک محاصرهٔ دوماهه این شهر را باز پس گیرند.
خراسان در زمان نادر شاه افشار شامل بخش‌هایی از افغانستان و ماوراءالنهر بوده است که در سایهٔ توسعه‌طلبی‌های نظامی نادر تا مرز هند و ترکستان گسترش یافت. نادر، پایتخت را از اصفهان که یادگار طرفداران صفوی بود به خراسان انتقال داد. او با استفاده از موقعیت ژئوپولتیک خراسان توانست به اهداف سیاسی خود دست یابد. مشهد مرکز سیاسی دولت وی و دژ کلات، حصاری طبیعی در مواقع بحرانی گشت. ارتش او متکی بر نیروی رزمی قومیت‌های گوناگون به‌ویژه عشایر خراسان بود.
مشهد در زمان سلطنت نادر به اوج خود رسید. نادر مشهد را به پایتختی برگزید زیرا با توجه به گسترش زیاد متصرفاتش در شرق، مشهد از اصفهان، پایتخت صفویان، دارای مرکزیت بهتری بود. او یکی از بانیان بزرگ حرم علی بن موسی الرضا به‌شمار می‌آید. نادر به‌شکرانهٔ پیروزی بر ملک محمود سیستانی، گلدسته‌ای طلایی در جنوب صحن عتیق (انقلاب کنونی) و شمال‌غربی گنبد بنا کرد. در همان زمان گلدستهٔ شاه تهماسبی را — که در سمت دیگر صحن قرار داشت — برای این که با گلدستهٔ مذکور متناسب باشد خراب کرد و تجدید بنا نمود. هنگامی که نادر با غنایم فراوان از هند بازگشت هدایای زیادی به حرم عرضه داشت و دستور داد ایوان امیرعلیشیر نوایی را از نو بنا کنند و با الواح زرین بپوشانند که اکنون به نام ایوان طلای نادری مشهور است. سقاخانهٔ وسط صحن نیز به امر وی بنا گردید. همچنین چهارصد جلد کتاب به کتابخانهٔ آستان قدس اهدا کرد که بدین‌ترتیب در شمار بزرگ‌ترین واقفین حرم درآمد. دوران شکوه و جلال مشهد دیری نپایید زیرا علی‌رغم توجهی که نادر به حرم و شهر داشت، سختگیری‌های پی‌درپی وی در سال‌های بعد برای مردم ساکن شهر دشوار و طاقت‌فرسا بود.
پس از نادر و جانشینانش، آخرین پادشاه افشاری، شاهرخ، به مدت ۵۰ سال به‌طور ضعیف و تحت نفوذ امرا و فرماندهان ایل‌های خراسانی و حمایت‌های احمدشاه درانی در بخش کوچکی از خراسان غربی به مرکزیت مشهد فرمان راند. احمد شاه و جانشین وی تیمور شاه، شاهرخ را به‌عنوان خراج‌گزار در متصرفات خراسان گماردند و بدین‌ترتیب خراسان به‌نوعی دولت حائل بین آنان و ایران تبدیل شد. سلطنت شاهرخ نابینا با وقفه‌های کوتاه‌مدت و مکرر، بدون هیچ‌گونه واقعهٔ به‌ثبت‌رسیدهٔ خاصی سپری شد. پس از مرگ تیمور شاه (۱۲۰۷) آقا محمد خان پایه‌گذار سلسلهٔ قاجار موفق شد در سال ۱۲۱۰ قلمرو حکومتی شاهرخ را تصاحب کرده و وی را به مرگ محکوم کند و این پایان جدایی خراسان از دیگر بخش‌های ایران بود.
در سدهٔ نوزدهم مشهد شهری دارای یک حصار و قلعهٔ نظامی جهت حفاظت از حملات بود. این شهر شش محلهٔ بزرگ و ده محلهٔ کوچک‌تر داشت. در میانهٔ شهر خیابان اصلی قرار داشت که شهر را به دو نیمه تقسیم می‌کرد و در طول آن نهر آبی جاری بود که منبع اصلی آب شهر بود. منبع اصلی درآمد شهر ناشی از حرم رضوی و زائران آن بود.

### در دوران قاجاریه و پهلوی

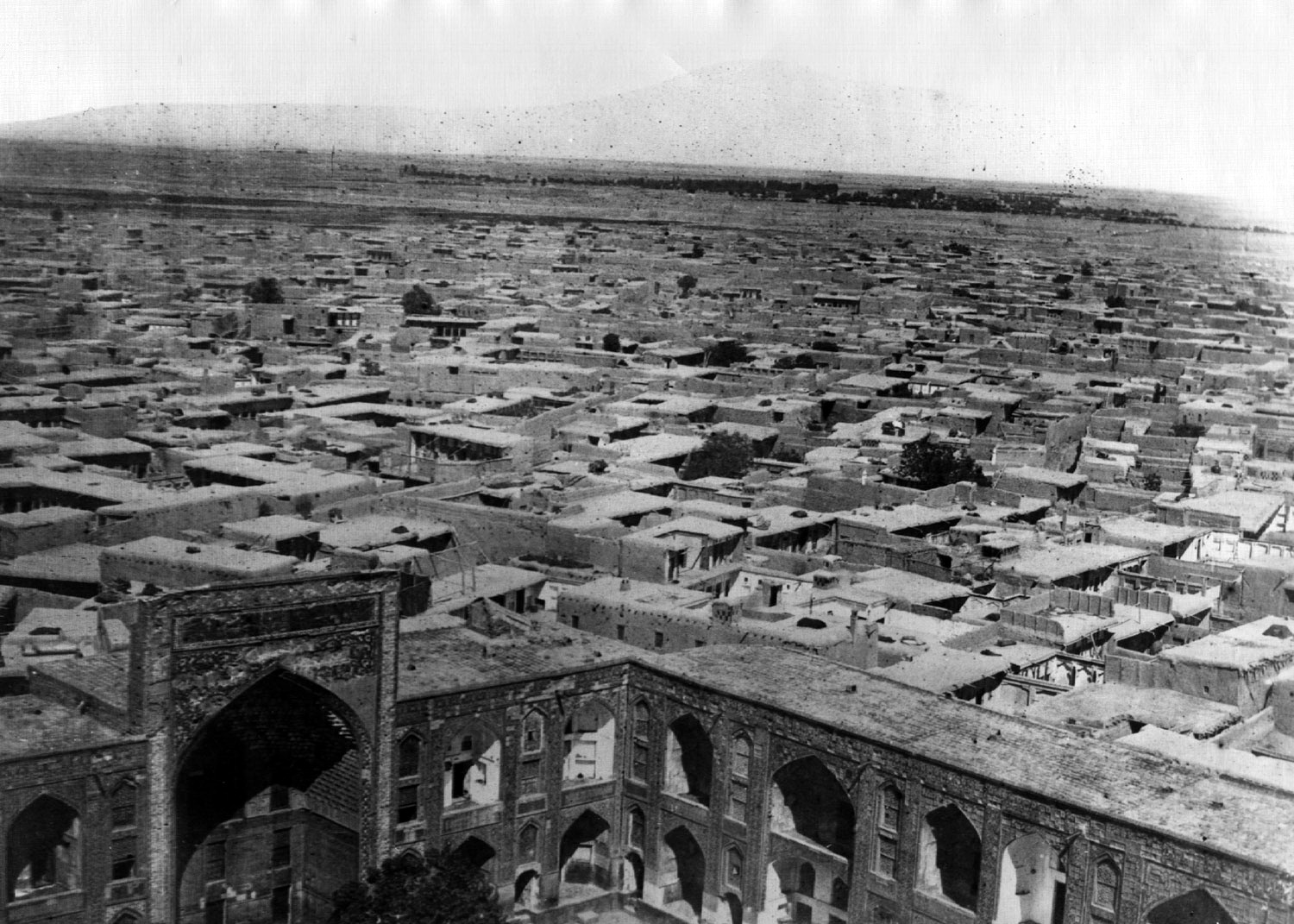
نمایی از خانه‌ها و مدرسه‌ای در مشهد، سال ۱۸۵۸

اعتراض مردم مشهد به حکومت آصف‌الدوله، حاکم خراسان، اعتراض نسبت به واگذاری امتیاز تنباکو و خیزش مردمی در جریان انقلاب مشروطه، از مهم‌ترین وقایع دوران قاجاریه در مشهد به‌شمار می‌رود. مشهد در زمرهٔ نخستین شهرهای کشور بود که مردم آن نسبت به انعقاد قرارداد تنباکو و ورود کارکنان شرکت رژی به این شهر، در روز ۱۳ مهر ۱۲۷۰ اعتراض کردند و دست به تظاهرات زدند. واکنش مأموران فتحعلی‌خان صاحب دیوان، حاکم وقت خراسان، به این اعتراض، استفاده از زور و سرکوب معترضان بود. با ضرب و جرح راهپیمایان، تعداد زیادی از مردم مشهد در اعتراض به این رفتار در مسجد گوهرشاد متحصن شدند. ناصرالدین شاه ناچار شد اجرای قرارداد را در مشهد، شش ماه به تأخیر بیندازد و پس از آن نیز اجرای قرارداد در مشهد اجباری نبود.
مشهد، مرکز ایالت خراسان، نقشی بارز در مبارزات ضد استبدادی ایرانیان — که به انقلاب مشروطه منجر شد — ایفا کرده است و برخی کارشناسان، با اتکا به همین سابقهٔ مبارزاتی، برای این شهر نقشی پیشروانه و الهام‌بخش در روند پیروزی انقلاب مشروطه قائل شده‌اند. با پیروزی انقلاب مشروطه، و به‌رغم مبارزات آزادی‌خواهان، فضای مشهد اختناق‌آلود و پرتنش شد و مشروطه‌خواهان در رسیدن به آرمان‌های خویش توفیق چندانی نیافتند. بسیاری از آزادی‌خواهان مشهد دستگیر، زندانی، و تبعید شدند و مشروطه و مشروطه‌خواهی در این شهر منزوی و سرکوب شد. برخلاف نظر رایج، که انزوای مشروطه در مشهد را به عدم‌اقبال مردم این شهر نسبت به مشروطه نسبت می‌دهد، مشکل اصلی این شهر، علاوه‌بر وجود نهادهای مشروعه‌خواه، حضور گستردهٔ نیروهای روسی و مداخلات و کارشکنی آن‌ها در راه پیشبرد مشروطه بوده است. مداخلات روس‌ها در مشهد سرانجام منجر به ماجرای به‌توپ‌بستن حرم علی بن موسی الرضا شد. روس‌ها این اقدام را به‌منظور ترساندن مشروطه‌خواهان مشهد و دادن هشدار به دولت مشروطه و مشروطه‌خواهان دیگر شهرها انجام دادند. به‌این‌ترتیب مشروطه‌خواهان در مشهد به‌شدت منزوی و سرکوب شدند و ناامیدی و رخوت نه فقط مشهد بلکه سراسر نواحی شمالی و دیگر ایالات ایران را فراگرفت.
در سال ۱۲۹۰ یوسف خان از خواص هرات با نام محمدعلی‌شاه در مشهد اعلام استقلال کرد. روس‌ها به این بهانه در ۹ فروردین ۱۲۹۱، مشهد را به‌توپ بستند و بسیاری از مردم، شهروندان و زائرین کشته شدند. پس از این واقعه یوسف خان توسط ایرانیان، زندانی و به‌مرگ محکوم شد.
مهم‌ترین واقعهٔ تاریخ سیاسی معاصر مشهد، واقعه مسجد گوهرشاد در زمان رضاشاه است. در ۲۱ تیر ۱۳۱۴ جمعیت زیادی در مسجد گوهرشاد تجمع کردند و علیه اقدامات دولت در رابطه با قوانین برای مدرن‌سازی ایران — مانند اجباری‌شدن برسرنهادن کلاه شاپو — اعتراض نمودند. مأموران نظامی و انتظامی با مردم درگیر شدند و تعدادی از مردم درون مسجد کشته شدند. در این واقعه تعداد بسیاری مجروح و بازداشت شدند. کشتار مردم در این مسجد به‌اندازه‌ای بود که به‌نقل از شاهدان عینی چند کامیون جنازه از صحنهٔ کشتار خارج کردند.

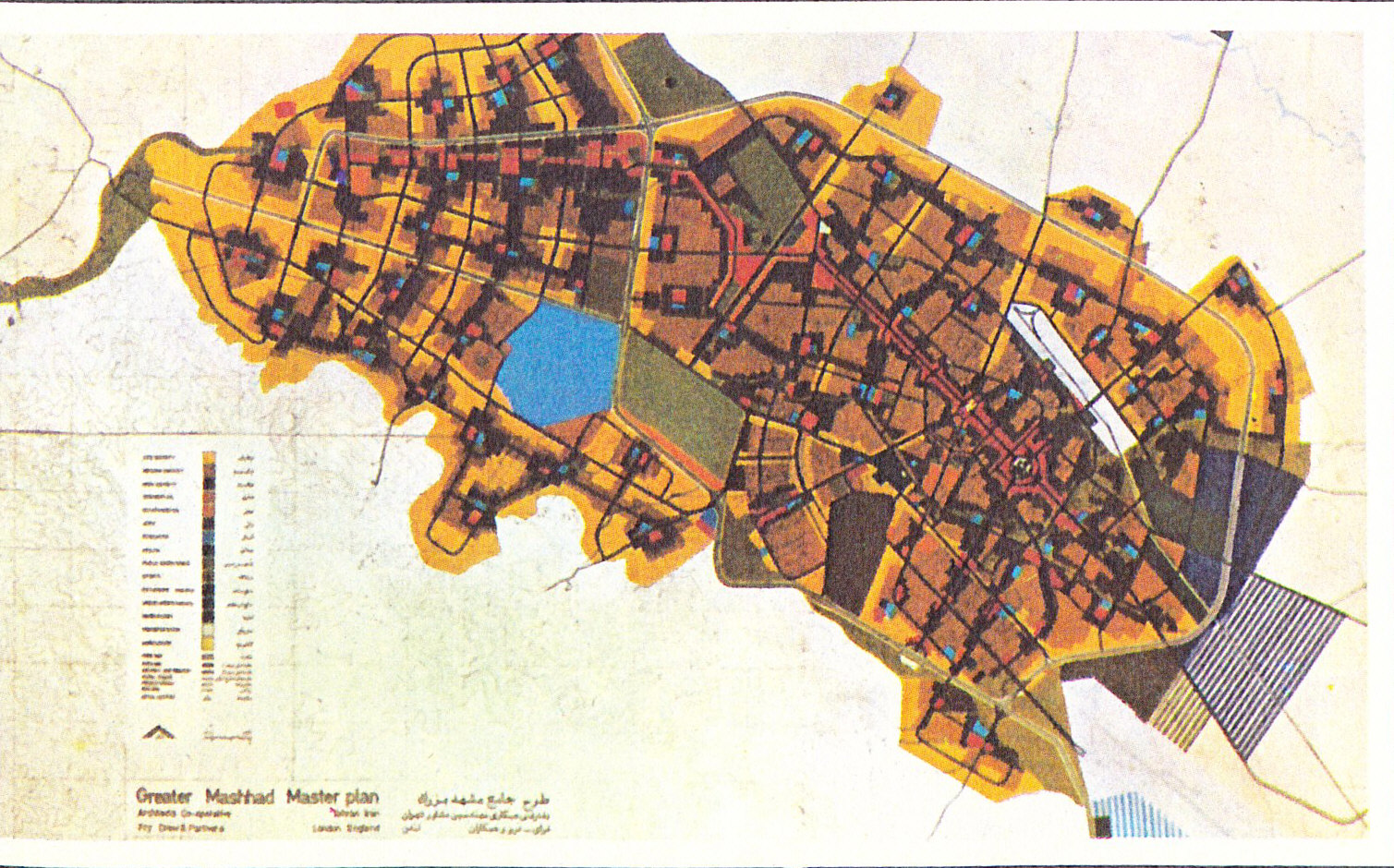
طرح جامع شهر مشهد در سال ۱۳۵۲

توسعهٔ شهر در دهه ۱۳۲۵ تا ۱۳۳۵ در جنوب‌غربی و غرب صورت گرفت. راه‌آهن و فرودگاه تأثیر زیادی بر چگونگی هدایت توسعه داشته‌اند. در دهه ۱۳۳۵ تا ۱۳۴۵، جادهٔ جدید تهران باعث توسعهٔ شهر به سمت جنوب گردید. از سال ۱۳۴۵ به‌بعد توسعهٔ شهر منطبق با طرح جامع هدایت شده است. در سال ۱۳۵۵ محور اصلی جادهٔ سنتو، دانشگاه فردوسی و پارک ملت توسعهٔ شهر را به‌سمت غرب تشدید نمودند. این شهر قرار بود به دو قسمت مذهبی–سنتی (مشهد شرقی یا رضوی) و توریستی–مدرن (مشهد غربی یا پهلوی) تقسیم شود، که با انقلاب اسلامی ناکام ماند.
در سال ۱۳۴۷ طرح نوسازی اطراف حرم علی بن موسی الرضا توسط معمار و شهرساز ایرانی، داریوش بوربور، ارائه شد و در سال ۱۳۵۰ به‌تصویب رسید. در سال ۱۳۵۵ ساختمان‌های اطراف به منظور آماده‌سازی برای اجرای نوسازی تخریب شدند و کسبهٔ ساختمان‌های مشمول تخریب، به بازار وسیعی که بدین‌جهت طراحی و اجرا شده‌بود، منتقل گردیدند. پس از انقلاب این طرح ادامه نیافت.

### در دوران جمهوری اسلامی

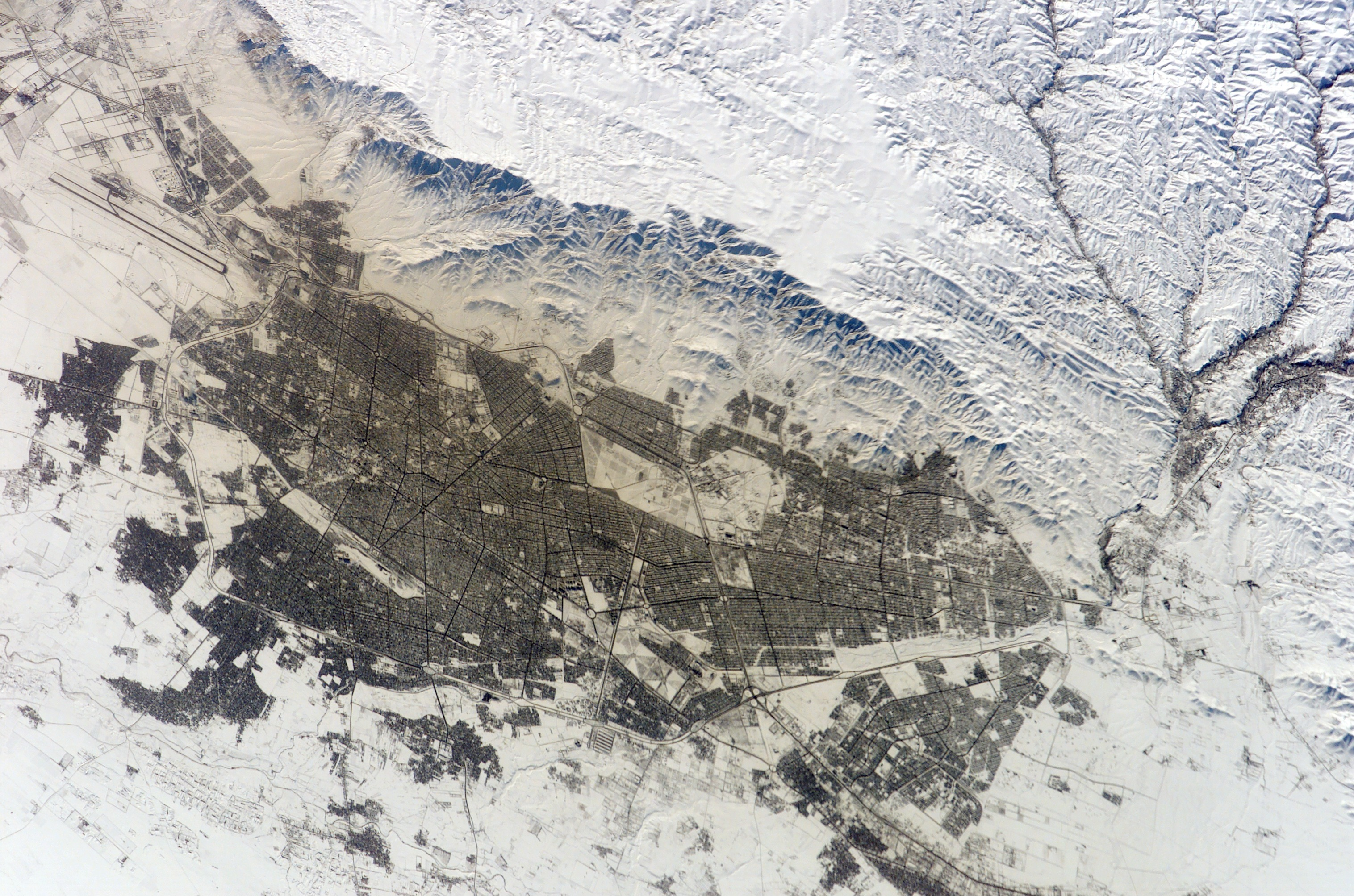
تصویر ماهواره‌ای از مشهد پوشیده در برف در زمستان ۱۳۸۱

در دورهٔ شهرداری شهردار پژمان، توسعه طبق طرح جامع پیشین با پاره‌ای تغییرات انجام گردید و شهرستان بینالود به‌عنوان بخش گردشگری مشهد معرفی گردید. اکنون، ساختار کالبدی شهر به صورت قطاعی است. مراکز تجاری و خدماتی در اطراف حرم و قطاع غربی تمرکز یافته‌اند و واحدهای مسکونی در دو محور غرب و شرق قرار دارند.
در سال‌های اخیر حرکت ساخت و سازهای مدرن در مشهد شتاب بیشتری گرفته است. براساس چشم‌انداز مشهد در سال ۱۴۰۰ این شهر به شهری مدرن با معماری اسلامی–مدرن تبدیل خواهد شد. در این راستا ۴۸ پروژهٔ بزرگ معماری برای شهر در نظر گرفته شده است. بااین‌حال، برخی از کارشناسان معتقدند که این پروژه‌ها جلوهٔ اسلامی شهر را خدشه‌دار می‌کند. همچنین ساخت‌وسازهای جدید در اطراف حرم علی بن موسی الرضا باعث شده که خط آسمانی و منظر تاریخی و فرهنگی مجموعهٔ حرم مورد تعرض قرار گیرد. این مسئله باعث بروز واکنش‌هایی از سوی برخی چهره‌های مذهبی و سیاسی شد؛ و همین‌طور ثبت شدن این مجموعه در میراث جهانی یونسکو را با مشکل روبرو کرده است.

## جغرافیا

### موقعیت جغرافیایی
شهر مشهد مرکز استان خراسان رضوی با ۳۵۱ کیلومتر مربع مساحت، در شمال‌شرق ایران و در طول جغرافیایی ۵۹ درجه و ۱۵ دقیقه تا ۶۰ درجه و ۳۶ دقیقه و عرض جغرافیایی ۳۵ درجه و ۴۳ دقیقه تا ۳۷ درجه و ۸ دقیقه و در حوضهٔ آبریز کشف‌رود، بین رشته‌کوه‌های بینالود و هزارمسجد واقع است. ارتفاع شهر از سطح دریا حدود ۱۰۵۰ متر (حداکثر ۱۱۵۰ متر و حداقل ۹۵۰ متر) است.

### زمین‌شناسی
دشت مشهد به‌صورت دره‌ای وسیع دارای ابعادی به‌طول بیش از ۱۰۰ کیلومتر و عرض متوسط حدود ۲۵ کیلومتر و وسعت حدود ۲۵۰۰ کیلومتر مربع است. دشت مشهد با مختصات طول جغرافیایی ´۲۱:°۵۸ تا ´۰۸:°۶۰ درجهٔ شرقی و عرض جغرافیایی ´۴۰:°۳۵ تا ´۰۳:°۳۶ درجهٔ شمالی در حوضهٔ آبریز رودخانهٔ کشف‌رود در خراسان رضوی قرار دارد. از میان سازندهای موجود در این دشت، سازند مزدوران (سازند دوران دوم) در رابطه با منابع آب زیرزمینی حائز اهمیت است. این سازند که از رسوبات سخت کربناته تشکیل شده، به‌دلیل وجود فضاهای خالی کارستی، قادر است سفره‌های آب زیرزمینی را به وجود آورد. ازجمله منابع آب سطحی این دشت نیز می‌توان به خود رودخانهٔ کشف‌رود اشاره کرد. این رودخانه در گذشته دارای آب زیادی بوده؛ ولی درحال‌حاضر به‌علت پایین‌افتادن سطح آب زیرزمینی و در نتیجه قطع‌شدن زهکش‌ها تنها در مواقع سیلابی شدید، مقداری آب از سرشاخه‌های آن وارد می‌شوند.

### اقلیم
██ معتدل خزری بسیار مرطوب
██ معتدل خزری
██ مدیترانه‌ای با باران بهاره
██ مدیترانه‌ای
██ کوهستانی سرد
██ کوهستانی بسیار سرد
██ نیمه‌بیابانی سرد
██ نیمه‌بیابانی گرم
██ بیابانی خشک
██ بیابانی خشک گرم
██ خشک ساحلی گرم
██ خشک ساحلی

نقشهٔ اقلیمی ایران. شهر مشهد در منطقهٔ مدیترانه‌ای با باران بهاره قرار گرفته است.

مشهد به‌دلیل موقعیت جغرافیایی خاص که در منطقهٔ مرزی بین شمال و جنوب خراسان قرار دارد و نیز تداخل جبهه‌های مختلف آب‌وهوایی، دارای آب‌وهوا و خصوصیات ویژهٔ اقلیمی است و قسمت اعظم دشت مشهد–نیشابور، جزء اقلیم سرد و خشک و قسمتی از دشت مشهد–قوچان، نیمه‌خشک و سرد و بخش کوچکی از بلندترین ارتفاعات رشته‌کوه‌های بینالود و هزارمسجد جزء اقلیم مرطوب سرد است و در مجموع شهر مشهد دارای آب‌وهوای متغیر، اما به‌طور کلی سرد و خشک است و از تابستان‌های نسبتاً گرم و خشک و زمستان‌های بسیار سرد و مرطوب برخوردار است. وزش بادها در شهر مشهد بیشتر در جهت جنوب‌شرقی به شمال‌غربی است. بیشینهٔ درجه حرارت در تابستان‌ها ۴۳ درجه بالای صفر و کمینهٔ آن در زمستان‌ها ۲۳ درجه زیر صفر است.
|                  | ژانویه | فوریه | مارس | آوریل | مه   | ژوئن | ژوئیه | اوت  | سپتامبر | اکتبر | نوامبر | دسامبر |   |       |
| دمای بیشینه (°C) | ۶٫۲    | ۸٫۶   | ۱۴٫۱ | ۲۰٫۸  | ۲۶٫۸ | ۳۲٫۴ | ۳۴٫۴  | ۳۲٫۸ | ۲۸٫۸    | ۲۲    | ۱۵٫۸   | ۹٫۶    | Ø | ۲۱    |
| دمای کمینه (°C)  | -۵٫۱   | -۲٫۹  | ۲٫۳  | ۷٫۹   | ۱۱٫۹ | ۱۵٫۶ | ۱۷٫۹  | ۱۵٫۳ | ۱۰٫۴    | ۵٫۴   | ۱٫۳    | -۲٫۷   | Ø | ۶٫۴   |
|                  |        |       |      |       |      |      |       |      |         |       |        |        |   |       |
| بارش (mm)        | ۳۳٫۱   | ۳۶٫۴  | ۵۲   | ۴۸٫۸  | ۲۵٫۵ | ۳    | ۰٫۹   | ۰٫۷  | ۱٫۵     | ۱۱٫۲  | ۱۵٫۷   | ۲۶٫۹   | Σ | ۲۵۵٫۷ |
|                  |        |       |      |       |      |      |       |      |         |       |        |        |   |       |
| روزهای بارانی    | ۵٫۸    | ۶٫۳   | ۸٫۳  | ۷٫۴   | ۴٫۴  | ۰٫۸  | ۰٫۳   | ۰٫۲  | ۰٫۵     | ۲     | ۲٫۷    | ۴٫۵    | Σ | ۴۳٫۲  |

| -۵٫۱ |

| -۲٫۹ |

| ۲٫۳ |

| ۷٫۹ |

| ۱۱٫۹ |

| ۱۵٫۶ |

| ۱۷٫۹ |

| ۱۵٫۳ |

| ۱۰٫۴ |

| ۵٫۴ |

| ۱٫۳ |

| -۲٫۷ |

| -۵٫۱ |

| -۲٫۹ |

| ۲٫۳ |

| ۷٫۹ |

| ۱۱٫۹ |

| ۱۵٫۶ |

| ۱۷٫۹ |

| ۱۵٫۳ |

| ۱۰٫۴ |

| ۵٫۴ |

| ۱٫۳ |

| -۲٫۷ |

| بارش | ۳۳٫۱   | ۳۶٫۴  | ۵۲   | ۴۸٫۸  | ۲۵٫۵ | ۳    | ۰٫۹   | ۰٫۷ | ۱٫۵     | ۱۱٫۲  | ۱۵٫۷   | ۲۶٫۹   |
|      | ژانویه | فوریه | مارس | آوریل | مه   | ژوئن | ژوئیه | اوت | سپتامبر | اکتبر | نوامبر | دسامبر |

### زمین‌لرزه

مقایسهٔ نسبی میزان خطر زمین‌لرزه در نقاط مختلف ایران؛ نقاط سرخ‌تر نقاطی هستند که شتاب حداکثر جنبش زمین در آن‌ها بیش‌تر است.

منطقهٔ خراسان در طول تاریخ همیشه یکی از فعال‌ترین مناطق زمین‌لرزه‌خیز کشور بوده است. آمار چهل سال گذشته نشان می‌دهد که بیش از نیمی از قربانیان زمین‌لرزه در ایران را قربانیان این منطقه تشکیل می‌دهند. زلزله‌های زیادی در مشهد رخ داده که حدود ۱۴ واقعه متعلق به سال‌های ۱۰۰۸، ۱۰۵۲، ۱۰۵۳، ۱۰۵۹، ۱۰۷۷، ۱۰۸۴، ۱۰۸۷، ۱۱۱۸، ۱۱۱۹، ۱۲۱۴، ۱۲۳۲، ۱۲۳۶، ۱۲۵۴، ۱۲۷۴ ه‍.ق در کتب تاریخ به ثبت رسیده است. در پانزدهم ربیع‌الثانی سال ۱۰۸۴ ه‍.ق به هنگام سلطنت شاه سلیمان صفوی زمین‌لرزهٔ ویرانگری در مشهد رخ داده که حدود دوسوم شهر مشهد ازجمله گنبد حرم علی بن موسی الرضا، سقف گنبد مسجد گوهرشاد و مدارس پریزاد، دودر، مدرسهٔ بالاسر، مدرسهٔ پایین‌پا آسیب فراوان دیده و حدود چهارهزار نفر از مردم مشهد زیر آوار کشته شدند.
یکی از گسل‌های مشهد، گسل شمال مشهد است. این گسل ادامهٔ گسل توس است که در شمال شهر توس از گسل کشف‌رود منشعب شده و با امتداد شمال‌غرب–جنوب‌شرق از گوشهٔ شمالی مشهد عبور می‌کند. در گزارش شماره ۷۲ سازمان زمین‌شناسی این گسل تحت عنوان گسل توس نامیده شده است. در گزارش مزبور ادامهٔ گسل به سمت شمال‌شرق که توسط آبرفت پوشیده شده به صورت گسل احتمالی نشان داده شده است. بربریان و همکاران، کانون سطحی زلزلهٔ تاریخی ۱۵۹۸ مورخ ۳ ژوئیهٔ ۱۹۷۳ با بزرگی ۶/۶، اول آوریل ۱۶۷۸ و ۲۶ فوریه ۱۸۸۳ را در مجاورت گسل احتمالی توس مشخص نموده‌اند.

## جمعیت‌شناسی

تغییرات جمعیت مشهد بین سال‌های ۱۳۳۵ تا ۱۳۹۵

شهر مشهد، در سدهٔ اخیر از رشد جمعیت بالایی برخوردار بوده است. در نخستین سرشماری رسمی ایران که در سال ۱۳۳۵ انجام گرفت، این شهر، با ۲۴۱٬۹۸۹ نفر جمعیت پس از شهرهای تهران، تبریز و اصفهان، چهارمین شهر پرجمعیت ایران بود. در سرشماری بعدی و در سال ۱۳۴۵، این شهر پس از تهران و اصفهان، جایگاه سوم را در بین شهرهای ایران داشت. در سرشماری سال ۱۳۵۵، مشهد، پس از تهران، دومین شهر پرجمعیت ایران بود و تا آخرین سرشماری در سال ۱۳۹۵، همین جایگاه را داشته است. براساس سرشماری عمومی نفوس و مسکن سال ۱۳۹۵، جمعیت شهر مشهد در این سال، بالغ بر ۳٬۰۱۲٬۰۹۰ تن بوده است.

### قومیت
نظرسنجی سال ۱۳۸۹
طی پژوهشی که شرکت پژوهشگران خبره پارس به سفارش شورای فرهنگ عمومی در سال ۸۹ انجام داد و براساس یک بررسی میدانی و یک جامعه آماری از میان ساکنان ۲۸۸ شهر و حدود ۱۴۰۰ روستای سراسر کشور، درصد اقوامی که در این نظرسنجی نمونه‌گیری شد در مشهد به قرار زیر بود:
| اقوام کلانشهر مشهد  | اقوام کلانشهر مشهد  | اقوام کلانشهر مشهد | اقوام کلانشهر مشهد | اقوام کلانشهر مشهد |
| ------------------- | ------------------- | ------------------ | ------------------ | ------------------ |
| قومیت               | قومیت               |                    | درصد               | درصد               |
| فارس                | فارس                |                    | ۴۵٪                | ۴۵٪                |
| کرد کرمانج          | کرد کرمانج          |                    | ۲۴٪                | ۲۴٪                |
| ترک                 | ترک                 |                    | ۱۸٪                | ۱۸٪                |
| بلوچ                | بلوچ                |                    | ۴٪                 | ۴٪                 |
| عرب،خاوری و سیستانی | عرب،خاوری و سیستانی |                    | ۴٪                 | ۴٪                 |
| سایر                | سایر                |                    | ۵٪                 | ۵٪                 |

در مشهد جمعیت قابل‌توجهی از مهاجران افغان سکونت دارند. این مهاجران بیشتر پس از حملهٔ شوروی سابق به افغانستان و ظهور طالبان و متعاقب آن حمله به افغانستان توسط آمریکا و نیروهای ناتو، به ایران مهاجرت کردند. درخلال سال‌های ۱۳۵۸ تا ۱۳۶۰ جمعیتی قریب به ۵٬۰۰۰٬۰۰۰ نفر به‌صورت گروهی به کشور و به‌تبع آن به استان خراسان و شهر مشهد وارد شدند. پس از حملهٔ آمریکا به افغانستان، حدود یک میلیون نفر مهاجر مجاز و ۲٬۵۰۰٬۰۰۰ میلیون نفر مهاجر غیرمجاز به کشور وارد شدند. ازسوی‌دیگر، هم‌زمان با آغاز جنگ ایران و عراق جمعیتی دیگر از آوارگان عراقی نیز در اثر بروز جنگ و ناآرامی مجبور به ترک عراق شده که بسیاری از آن‌ها به‌دلیل باورهای دینی و اعتقادی و روابط اجتماعی و فرهنگی با شهروندان ایرانی، در استان خراسان رضوی به‌ویژه شهر مشهد و سایر شهرستان‌های استان مانند نیشابور اسکان یافتند و بسیاری از آنان با زنان ایرانی ازدواج کرده و تشکیل خانواده داده‌اند. براساس طرح جامع سرشماری و شناسایی اتباع خارجی در سال ۱۳۷۹–۱۳۸۰ جمعیتی در حدود ۱۴۲٬۰۰۰ نفر تبعهٔ افغانی، ۱۳٬۹۰۰ نفر تبعهٔ عراقی و ۱۰۰ نفر سایر ملل در استان خراسان رضوی شناسایی شدند. هم‌اکنون براساس آمارهای موجود نزدیک به ۶۰٬۰۰۰ نفر دانش‌آموز تبعهٔ خارجی که ۹۰٪ آنان را اتباع افغانستان تشکیل می‌دهند در مدارس دولتی مشغول به تحصیل هستند. همچنین قریب به ۲۷۰۰ نفر دانشجوی تبعهٔ خارجی در مراکز آموزش عالی استان مشغول به تحصیل هستند. برطبق آمار ادارهٔ کل امور اتباع و مهاجرین استانداری خراسان رضوی، ۹۵٪ مهاجرین این استان در مشهد ساکن هستند.
در سال‌های اخیر، مشهد شاهد مهاجرت اقوام بلوچ و کرد نیز بوده است. این موضوع سبب واکنش برخی از روحانیون کشور نظیر مکارم شیرازی شده است. بنابر گفتهٔ آنان، این مهاجران، که عمدتاً اهل تسنن هستند، با خرید ملک و زمین در مشهد و دیگر شهرهای کشور مانند شیراز و ارومیه، درصدد تغییر بافت مذهبی این شهرها بوده و زمینه را برای نفوذ وهابیت و نیروهای تکفیری فراهم می‌کنند. درواکنش به این اظهارات، مولوی عبدالحمید، امام جمعه اهل سنت زاهدان، این سخنان را نگران‌کننده و ناشی از بالارفتن سن و زودباوری آیت‌الله مکارم عنوان کرد.

### زبان
زبان مردم مشهد، زبان فارسی با گویش و لهجهٔ مشهدی است. این لهجه سرشار از واژه‌های کهن و ریشه‌دار زبان فارسی است. لهجهٔ مشهدی یکی از لهجه‌های مهم و تأثیرگذار فارسی به‌شمار می‌آید و به‌نوعی خاستگاه ادبیات اصیل شاعران ناماوری چون فردوسی، عطار و خیام است. این لهجه را شاخه‌ای از فارسی دری می‌دانند و بسیاری از واژگان گمشدهٔ این زبان را می‌توان در گفتار عامیانهٔ مشهدی‌ها جستجو کرد. به‌واسطهٔ اختلاط و ارتباط نزدیک مشهدی‌ها با سایر اقوام، ردپایی از زبان‌ها و گویش‌های دیگر نظیر عربی، ترکی، مغولی، افغانستانی (پشتون)، کُردی، انگلیسی، هندی، روسی و فرانسوی را می‌توان در آن دید.
تقی وحیدیان کامیار، استاد دانشگاه فردوسی مشهد می‌گوید:
نزدیک‌ترین گویش به فارسی معیار، گویش مشهدی است، به‌طوری‌که اصیل‌ترین و ریشه‌دارترین فارسی را می‌توان از مردم این شهر شنید.
وی می‌افزاید:
برخلاف تصور عامه، که ریشه‌های زبان فارسی را از فارس و شیراز می‌دانند، فارسی دری اصیل از توس قدیم، نیشابور و مشهد کنونی انتشار یافته است.

مهدی سیدی، پژوهشگر و کارشناس در زمینهٔ لهجه و گویش مشهدی، می‌گوید:
لهجه و گویش مشهدی، یا به‌عبارت علمی‌تر، فارسی مشهدی، یکی از مؤثرترین گویش‌ها در فارسی دری است؛ چراکه خاستگاه فارسی دری و همچنین ادبیات اصیل فارسی این گویش و زبان زیباست.
امروزه کمتر کسی در بین قشر جوانِ مشهد با این لهجه صحبت می‌کند. بیشترِ جوانان مشهدی، صحبت‌کردن با این لهجه را نوعی سرشکستگی می‌پندارند. بااین‌همه، هنوز این لهجه و گویش در میان قدیمی‌ها رواج دارد. کارشناسان، یکی از دلایل عدم‌اقبال مردم نسبت به لهجهٔ مشهدی را عملکرد نه‌چندان مثبت صداوسیما می‌دانند.

### مذهب

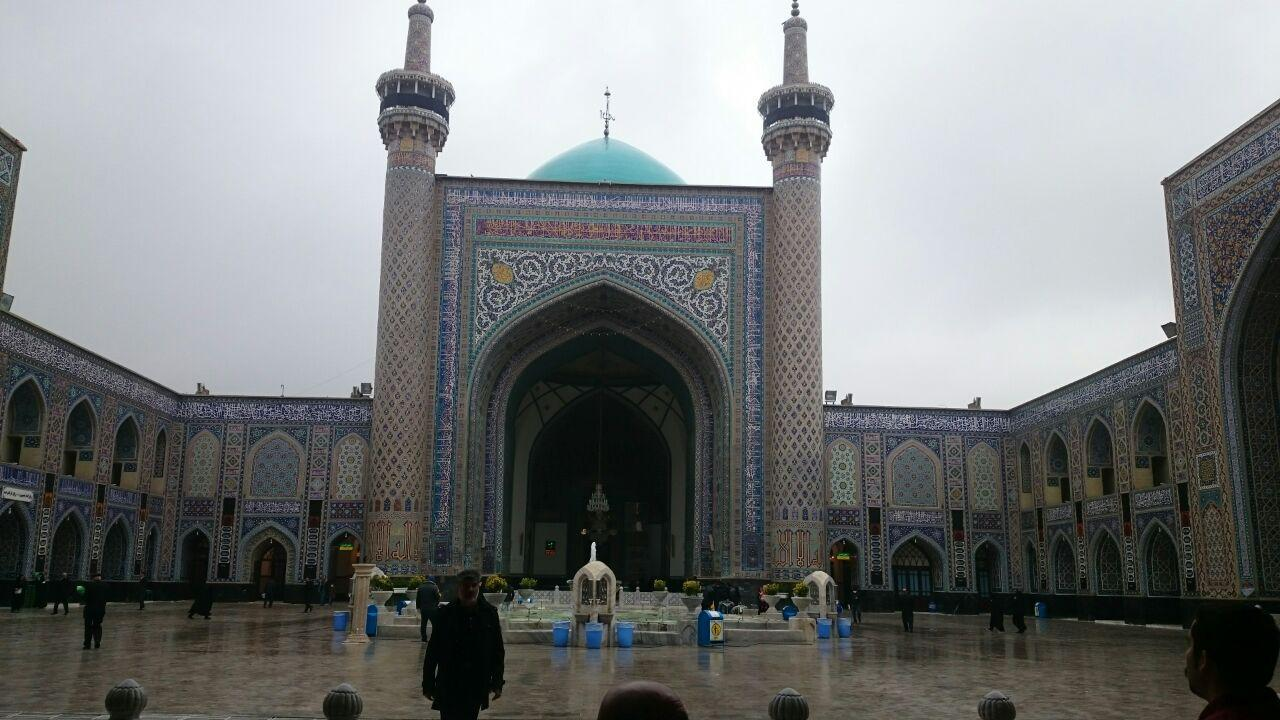
مسجد گوهرشاد (مشهد)

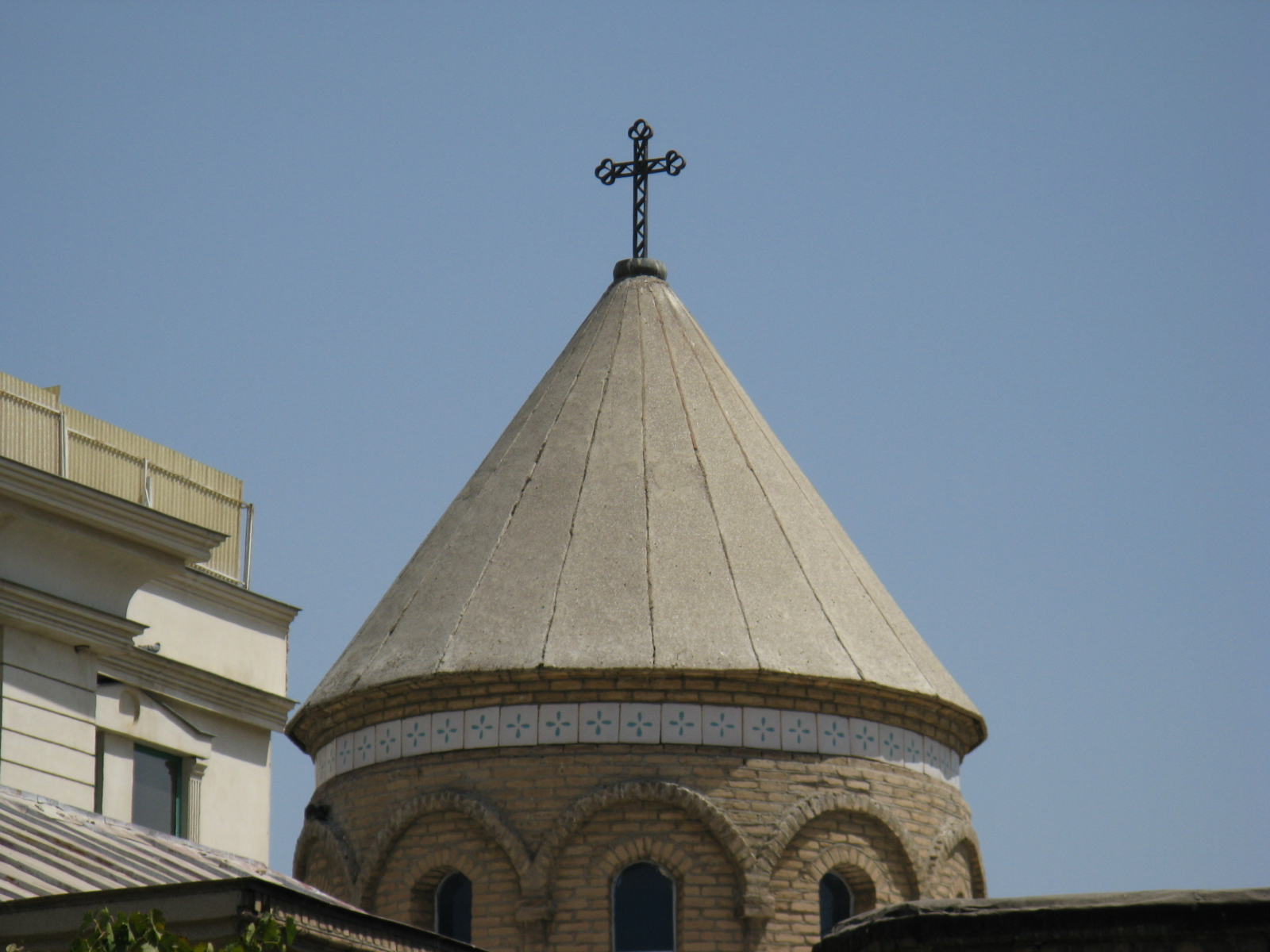
گنبد کلیسای مسروپ مقدس (مشهد)

بیشتر مردم شهر مشهد، مسلمان و شیعهٔ دوازده امامی هستند. این موضوع به‌واسطهٔ وجود حرم علی بن موسی الرضا در این شهر نیز تشدید شده است. بااین‌حال، اقلیت‌های دینی دیگری نیز در مشهد وجود داشته یا دارند.
در مشهد محله‌ای به نام «محلهٔ جدید» وجود دارد که مجتمع مسکونی یهودیان در مشهد بود. این محله منازل بزرگ و محکم با دیوارهای بلند داشت و خانه‌ها از داخل با یکدیگر مرتبط بود. اقلیت یهودی مشهد که بینش و هوشیاری اقتصادی داشتند با توسعهٔ عمرانی مشهد به خیابان‌های جنت و جم (پاسداران کنونی) نقل‌مکان کردند و عده‌ای هم به اسرائیل مهاجرت کردند.
مهاجران ارمنی از اواخر سده نوزدهم م و در زمان حکومت قاجار از مرز باجگیران و درگز وارد این استان شدند و سپس در شهرهای مشهد، قوچان، نیشابور، شیروان، سبزوار، بجنورد و درگز اقامت گزیدند. بعدها تجار ارمنی از مناطق دیگر ایران مانند آذربایجان و اصفهان نیز به این استان نقل‌مکان کردند و به کارهای تجاری و صنعتی مشغول شدند. بیشتر کارخانه‌های ارمنیان کارخانه‌های تصفیهٔ پنبه، تولید الکل صنعتی و پزشکی، قیرسازی و نخ‌ریسی بودند. مطابق برخی منابع، در ۱۹۶۵، ۵۱ خانوار ارمنی در مشهد اقامت داشته‌اند و مطابق آمار ۱۹۶۶، ۳۲۰ ارمنی در مشهد و ۵۲۱ ارمنی در کل استان خراسان ساکن بوده‌اند. در ۱۹۱۳، ارمنیان مشهد مدرسهٔ هایکازیان را — که در واقع شعبه‌ای از مدرسه هایکازیان تهران بود — تأسیس کردند. در ۱۹۴۱، کلیسای مسروپ مقدس، که نزد اهالی به «کلیسای حضرت مریم» نیز معروف است، احداث شد. اهالی ارمنی شهر مشهد دارای گورستان ویژهٔ خود بوده‌اند که سال تأسیس آن به ۱۹۴۴ بازمی‌گردد. در این گورستان نمازخانه‌ای هم وجود داشت. غیر از سنگ قبرهای متعلق به ارمنیان، در قسمت خاصی از آن قطعه‌ای به ۳۲ سرباز لهستانی که در زمان جنگ جهانی دوم در محلی نزدیک قوچان کشته شده‌بودند اختصاص یافته‌بود. انجمن فرهنگی ـ ورزشی آرارات نیز از ۱۹۸۳ در این شهر شعبه‌ای ایجاد کرده است که تاکنون به فعالیت‌های فرهنگی ورزشی خود ادامه می‌دهد.
در مشهد اقلیتی از بهاییان نیز هستند، اما به‌دلیل فقدان آمار رسمی تعداد آنان مشخص نیست. در سال ۱۳۴۵، در اوایل صدارت امیرعباس هویدا، ایران به ۲۴ «قسمت امری» تقسیم می‌شد. هر قسمت امری دارای مرکزی بود که محفل آن به «محفل روحانی مرکز قسمت امری» موسوم بود و خراسان به مرکزیت مشهد یکی از آن قسمت‌های امری بود. در سال ۱۳۴۹ تعداد مراکز قسمت امری ایران به ۶۷ مرکز رسید و در «نقشهٔ پنج ساله»، که به اواخر دوران سلطنت پهلوی تعلق دارد، باید تعداد محافل محلی ایران به ۱۱۰۰ محفل می‌رسید.

## جاذبه‌های گردشگری

### جاذبه‌های مذهبی
در تاریخ ۸ آبان ۱۳۸۸ مصادف با سالروز تولد امام هشتم شیعیان، توسط محمود احمدی‌نژاد، رئیس‌جمهور وقت و نمایندگان مجلس شورای اسلامی، مشهد رسماً به عنوان «پایتخت معنوی ایران» انتخاب شد. مهم‌ترین مکان مذهبی شهر مشهد که مهم‌ترین مکان مذهبی ایران نیز هست، حرم علی بن موسی‌الرضا است که سالانه پذیرای بیش از ۲۷ میلیون زائر داخلی و دو میلیون زائر خارجی است. موزه‌های آستان قدس رضوی نیز — که خود شامل چندین موزه است — در مجموعهٔ حرم قرار دارد.

#### آرامگاه علی بن موسی الرضا و سایر مکان‌های مذهبی
آرامگاه علی بن موسی الرضا در مشهد که با نام حرم امام رضا و حرم رضوی شناخته می‌شود، مجموعه‌ای دربرگیرندهٔ آرامگاه علی بن موسی الرضا و بناهایی دیگر است. این مجموعه از نظر مساحت بزرگ‌ترین و از لحاظ جمعیت دومین مسجد در جهان است. این مجموعه شامل مسجد گوهرشاد، یک موزه، دو کتابخانه، چهار مدرسه علوم دینی، یک گورستان، دانشگاه علوم اسلامی رضوی، یک سالن غذاخوری برای زائران، رواق‌های وسیع برای نمازگزاران و چندین ساختمان دیگر است.
این مجموعه یکی از مراکز گردشگری در ایران است.
حرم به تنهایی محوطه‌ای به مساحت ۲۶۷٬۰۷۹ مترمربع را پوشش می‌دهد و درصورتی‌که هفت صحن با مساحت ۳۳۱٬۵۷۸ به آن افزوده شود، مساحت نهایی مجموعه ۵۹۸٬۶۵۷ مترمربع می‌شود. هر سال مراسم غبارروبی در این مکان انجام می‌شود.
دیگر مسجدها، حسینیه‌ها و امامزاده‌ها ازجمله مکان‌های مذهبی هستند که دارای زیارت کنندگان فراوانی هستند. مسجد جامع گوهرشاد واقع در محدودهٔ حرم رضوی، مسجد هفتاد و دوتن، مصلی طرق، مسجد و حسینیه کرامت، آرامگاه پیر پالاندوز، آرامگاه شیخ نخودکی، گنبد خشتی، گنبد سبز و آرامگاه خواجه ربیع ازجمله مکان‌های مذهبی مشهد هستند. همچنین امامزاده ناصر و یاسر در نزدیکی طرقبه و آرامگاه امامزاده یحیی در جاده سرخس، آرامگاه خواجه اباصلت و آرامگاه خواجه مراد در جاده فریمان در نزدیکی مشهد قرار دارند.

### جاذبه‌های تاریخی
از سناباد و توس قدیم آثار تاریخی زیادی بر جای نمانده است. هم‌اکنون شهر توس  درحال بازسازی است. چهار طاقی بازه هور از قدیمی‌ترین بناهای موجود در محدودهٔ شهر است که زمان ساخت آن را سدهٔ سوم میلادی تخمین می‌زنند.
برخی از جاذبه‌های تاریخی مشهد عبارتند از: آرامگاه نادرشاه، آرامگاه خواجه ربیع، آرامگاه فردوسی، ایستگاه راه‌آهن، گنبد خشتی، گنبد هارونیه و مدرسه عباسقلیخان.

### جاذبه‌های طبیعی

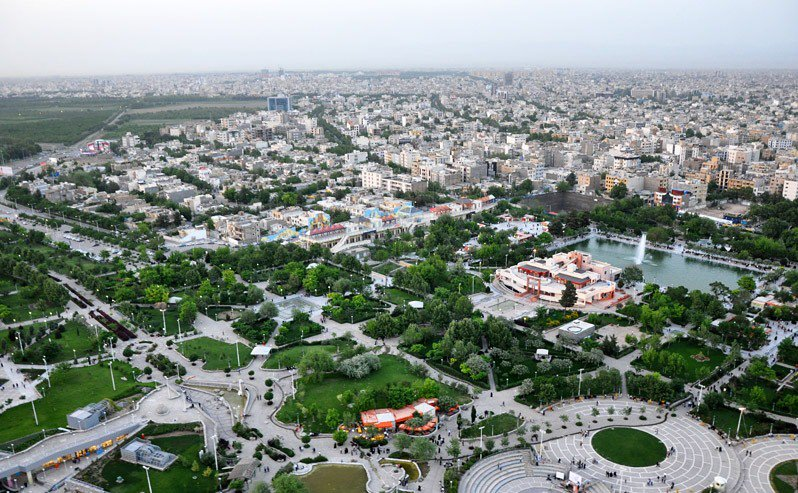
کوهسنگی مشهد

جاذبه‌های طبیعی که در نزدیکی شهر مشهد قرار دارند، شامل ییلاقات شاندیز، طرقبه، زشک، روستای کنگ، نغندر، جاغرق، چالیدره، پارک جنگلی وکیل‌آباد، باغ‌وحش وکیل‌آباد، آبشار ارتکند، پارک جنگلی نه‌دره در دو کیلومتری جنوب مشهد، بوستان کوهسنگی، آبشار قره سو، دره اخلمد، فریزی، سد ارداک، هفت حوض، چشمه گیلاس و چشمه گراب هستند.
- پارک جنگلی طرق (انقلاب) در حاشیهٔ جنوب‌شرق مشهد، در نزدیکی پلیس راه، یکی از بزرگ‌ترین اماکن در اسکان و ارائه خدمات گردشگری به شهروندان و زائران است. این پارک در سال ۱۳۴۰ احداث شده، و در سال ۱۳۷۹ بازپیرایی گردیده است. پارک جنگلی طرق دارای فضاهای تفریحی، فرهنگی، ورزشی و تجاری با ۲۱۰ هکتار فضای جنگلی و ۱۱۲هزار مترمربع فضاهای عمرانی است. این پارک جنگلی دارای تیپ‌های درختی پهن‌برگ، مخلوط و سوزنی‌برگ بوده و اقاقیا و زبان‌گنجشک بیشترین نوع در سطح این محدوده است.[۱۰۲]

### فضای شهری
برخی پارک‌ها و پارک‌های آبی مشهد عبارتند از: پارک کوهسنگی، پارک و شهربازی ملت، کوهستان‌پارک خورشید، پارک بانوان (حجاب)، پارک ریحانه (بانوان)، باغ ملی، پارک پردیس قائم، پارک بزرگ وحدت، پارک بسیج (گلشهر)، پارک امت، پارک میرزاکوچک‌خان، پارک مینیاتوری، باغ گل‌ها، سرزمین موج‌های آبی، پارک آبی ایرانیان، پارک ساحلی آفتاب و سرزمین موج‌های خروشان.
برخی از مهم‌ترین مراکز خرید شهر مشهد عبارتند از: بازار رضا، مجتمع تجاری پروما، بازار بین‌المللی، آرمیتاژ، بازار خیام، مجتمع آلتون، مجتمع تجاری الماس شرق و مجتمع تجاری وصال.

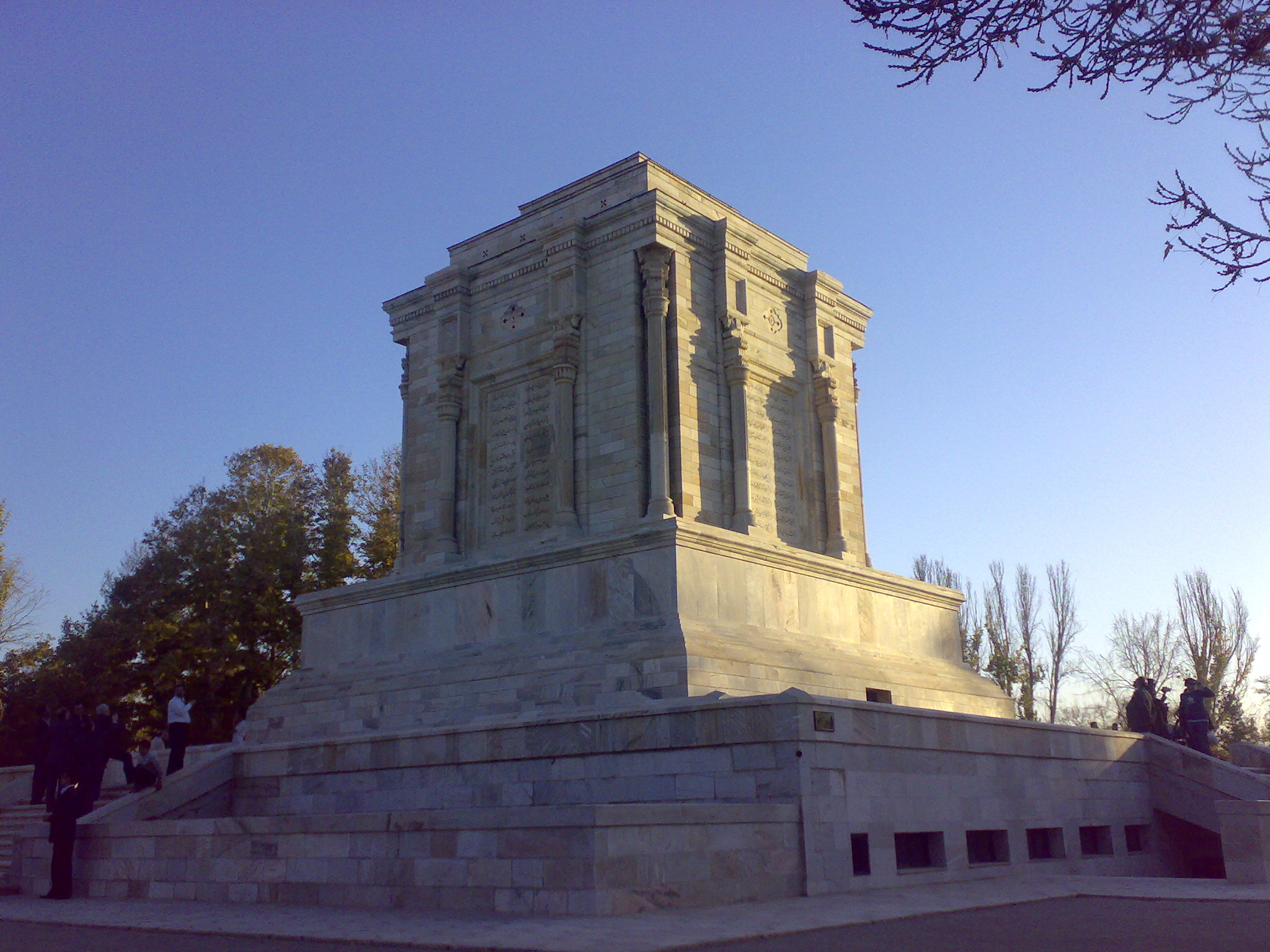
آرامگاه فردوسی در توس
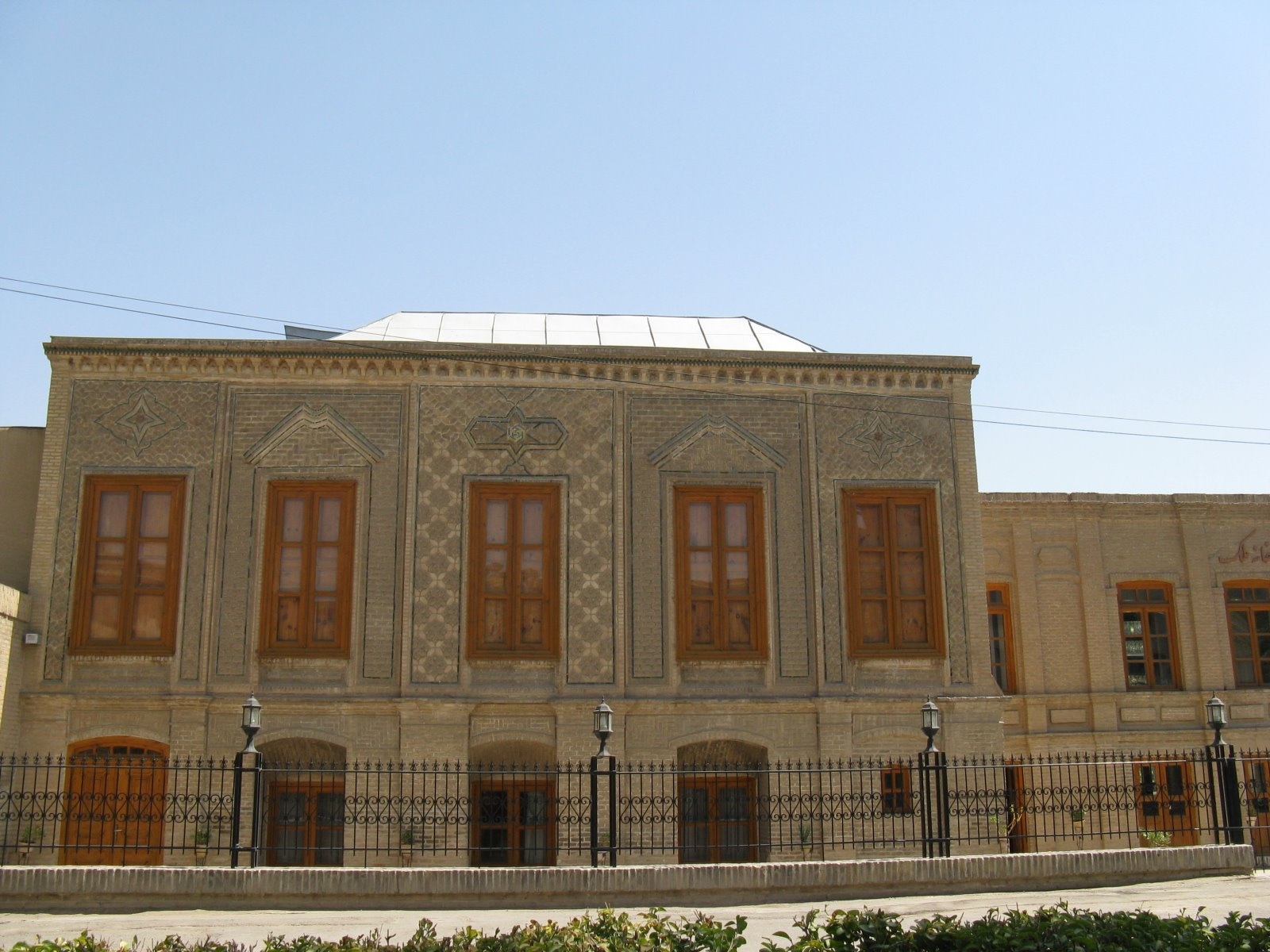
خانهٔ حسین ملک در مشهد
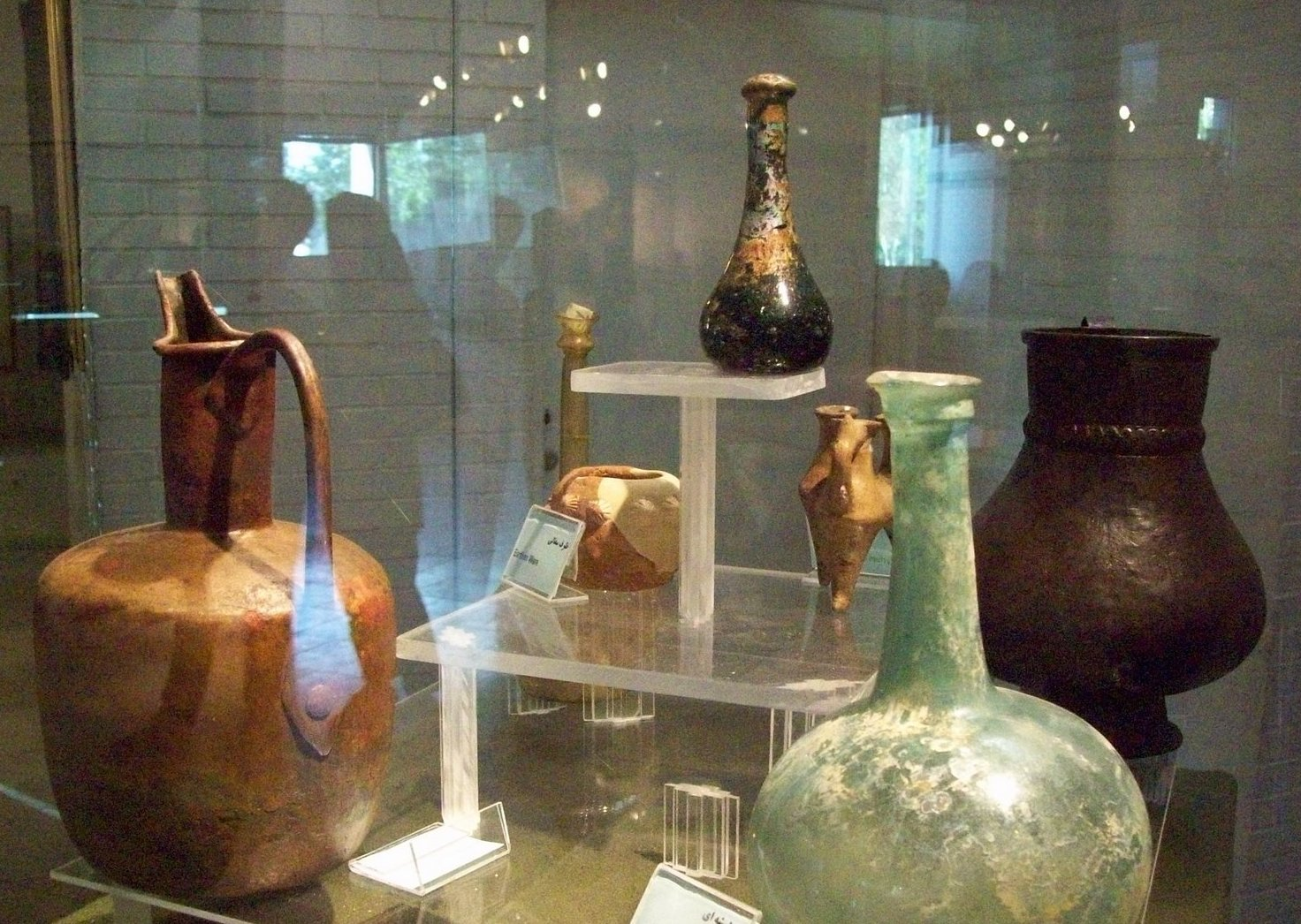
موزهٔ توس در نزدیکی مشهد
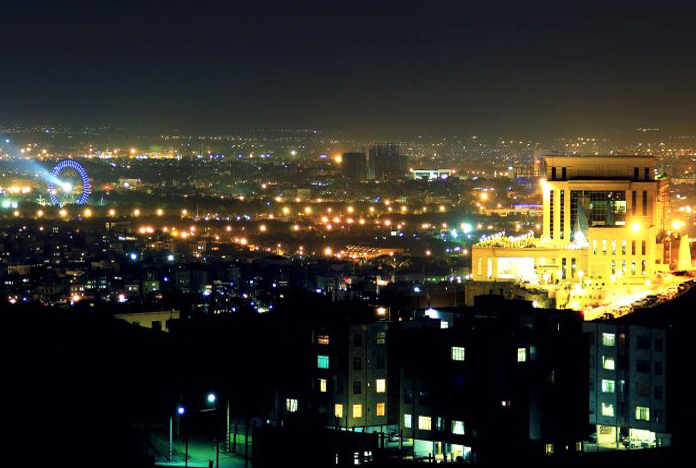
کوی آب و برق

## تقسیم‌بندی شهری
مناطق شهری
مشهد حدود ۳۲۸ کیلومتر مربع وسعت دارد. براساس آمارنامهٔ مشهد ویرایش سال ۱۳۹۴، این شهر دارای ۱۳ منطقهٔ شهری، ۴۱ ناحیهٔ شهرسازی، ۳۸ ناحیهٔ خدماتی و ۱۵۸ محله است. شهر مشهد دارای ۱۱ ناحیه و مرکز پستی است.
محله‌های مشهد
مشهد دارای محله‌ها و شهرک‌های متعددی است. به‌خاطر نزدیکی آبادی‌های سناباد و نوغان به محل دفن علی بن موسی الرضا و همچنین جاذبهٔ خود مدفن، بیشتر محله‌های قدیمی مشهد در اطراف حرم علی بن موسی الرضا شکل گرفته است و کم‌کم بر وسعت آن‌ها افزوده گشته و در خود مجموعهٔ شهر ادغام گشته‌اند. به‌عنوان نمونه، هم‌اکنون نوغان، از محله‌های اطراف حرم است و سناباد نیز وضعیت مشابهی دارد و اکنون به‌عنوان یکی از محله‌ها و خیابان‌های شهر مشهد شناخته می‌شود.

## سیاست

### شورای اسلامی شهر مشهد
شورای اسلامی شهر مشهد متشکل از ۱۵ عضو است که برای یک دورهٔ چهار ساله توسط انتخابات برگزیده می‌شوند. نظارت بر عملکرد شهرداری و انتخاب شهردار، تصویب بودجهٔ سالانهٔ شهرداری، تصویب اساسنامهٔ مؤسسات و شرکت‌های وابسته به شهرداری از وظایف شورای شهر مشهد است.

### شهرداری مشهد
سرپرست شهرداری شهر مشهد از سال ۱۴۰۱ جواد اصغری است. حسن موحدیان در سال ۱۴۰۰ به‌عنوان رئیس شورای شهر مشهد انتخاب شد. محمدرضا قلندر در سال ۱۴۰۲ از سوی اعضای ششمین دوره شورای اسلامی شهر به عنوان شهردار منتخب انتخاب شد. بودجهٔ شهرداری مشهد در سال ۱۳۹۴ بالغ بر ۹۶۰۰ میلیارد تومان بوده است.

#### حوزهٔ شهردار
حوزهٔ شهردار، حوزهٔ زیرنظر شخص شهردار مشهد و به‌منظور ایجاد هماهنگی و اعمال مدیریت در واحدهای حوزهٔ شهردار و نیز اعمال نظارت و کنترل مجموعهٔ واحدهای شهرداری به‌ویژه مدیران مناطق تشکیل شده است. میزان اختیارات و مسئولیت‌های این حوزه از سوی شهردار وقت، طی ابلاغ داخلی تعیین و مشخص می‌گردد.

## اقتصاد

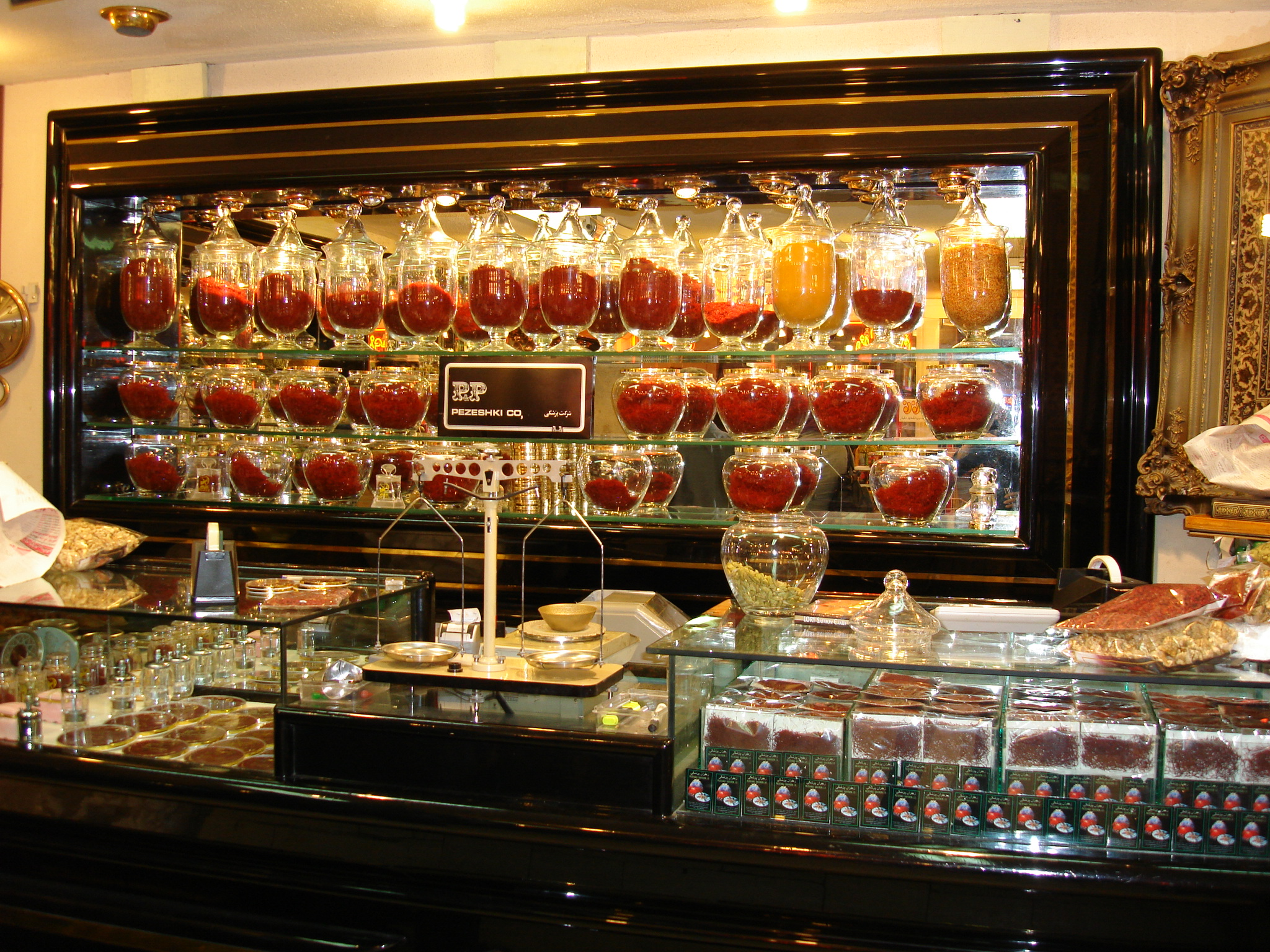
فروش زعفران در بازارهای مشهد

اقتصاد مشهد بیشتر بر روی زعفران، زرشک، نبات، آجیل و خشکبار و چرم صنعتی (به‌صورت زینتی) و صنعت فرش قرار دارد. همچنین زائران حرم رضوی و توریست‌ها از منابع درآمدزایی این شهر هستند؛ به‌طوری‌که صنعت هتل‌داری، یکی از صنایع پررونق در این شهر محسوب می‌شود و ۹۰٪ گردشگران خارجی که به ایران سفر می‌کنند، از مشهد دیدن می‌کنند. از دیگر محصولات مهم کشاورزی مشهد غلات، چغندر قند و محصولات جالیزی است.
مشهد تنها در فصل تابستان سال ۱۳۸۹ پذیرای بیش از ۱۳میلیون مسافر بوده است. وجود آرامگاه علی بن موسی الرضا در مشهد موجب شده است که سالانه تعداد زیادی از گردشگران و جهانگردان به مشهد سفر کنند.

### صنایع
صنایع غذایی، نساجی، شیمیایی و کانی غیرفلزی و صنایع قطعه‌سازی و فولاد کشاورزی از عمده‌ترین صنایع مشهد به‌شمار می‌آیند. مشهد یکی از قطب‌های اصلی تولید چرم در ایران به‌شمار می‌آید و کارخانه‌هایی نظیر «چرم مشهد» در این شهر قرار دارند. همچنین در سال‌های اخیر سرمایه‌گذاری در بخش پروژه‌های کلان اداری–تجاری رونق یافته است. از دیگر صنایع موجود در مشهد می‌توان به صنایع غذایی، پوشاک، تولید مصالح ساختمانی، صنایع فلزی و صنایع دستی نیز اشاره کرد که از این میان حدود ۴۰٪ صنایع مشهد متعلق به صنایع غذایی، صنایع فلزی و صنایع دستی است.
قالی مشهد
قالی‌بافی در شهر مشهد حدود پنج سده قدمت دارد. یکی از قدیمی‌ترین فرش‌های مشهد که موجود است، نوعی فرش نماز (سجاده) است که توسط شاه تهماسب به سلیمان باشکوه در سال ۱۵۵۶ م هدیه شده است.
شهرک‌های صنعتی
شهرک گلبهار، بینالود، طوس، کاویان، کلات، ماشین‌سازی، باغچه و ناحیهٔ امان‌آباد مشهد، جزو شهرک‌های صنعتی اطراف این شهر محسوب می‌شوند.
انرژی فسیلی
نیروگاه مشهد، نیروگاه طوس، نیروگاه فردوسی و نیروگاه سیکل ترکیبی شریعتی از مهم‌ترین نیروگاه‌های شهر مشهد هستند.

### مراکز تجاری
از مراکز بزرگ تجاری این شهر می‌توان به آرمیتاژ گلشن، زیست‌خاور، یاقوت مصلی، الماس شرق، وصال، پروما، تابان، کیان سنتر، بازار رضا، آفتاب، گوهرشاد، بازار مرکزی، شهر شب، مجتمع تک، مجتمع تابان، رویال سنتر، قسطنطنیه، ونک، شهدا، مجد و کوهسنگی اشاره کرد. به‌دلیل وجود جاذبه‌های فراوان تاریخی-مذهبی و فرهنگی در مشهد،  درحال حاضر نیمی از هتل‌ها و هتل‌آپارتمان‌های ایران در شهر مشهد قرار دارند.
نمایشگاه بین‌المللی مشهد امروزه به‌عنوان بزرگ‌ترین و فعال‌ترین نمایشگاه بین‌المللی تجاری در ایران بعد از نمایشگاه بین‌المللی تجاری تهران فعالیت می‌کند. مشهد به‌علت هم‌جواری با کشورهای آسیای میانه و موقعیت صنعتی، سالانه میزبان ده‌ها نمایشگاه بین‌المللی است. درحال‌حاضر (سال ۱۳۹۴) مدیریت سایت رسمی نمایشگاه‌های ایران به‌عهدهٔ نمایشگاه مشهد است.

## آموزش

### دانشگاه‌ها
این شهر با دارا بودن مراکز دانشگاهی و آموزش عالی متعدد، به‌ویژه دانشگاه فردوسی مشهد با بیش از ۲۳هزار دانشجوی داخلی و خارجی و دانشگاه بین‌المللی امام رضا، دانشگاه علوم اسلامی رضوی و نیز دانشگاه علوم پزشکی مشهد، دانشگاه آزاد اسلامی مشهد و واحد بین‌الملل دانشگاه فردوسی مشهد، عملاً به قطب دوم دانشگاهی کشور پس از تهران مبدل شده است. علاوه‌بر آن شهرداری مشهد در سال ۱۳۸۷ توسط سازمان بین‌المللی کلان‌شهرهای جهان به‌عنوان دومین مقر آموزشی این سازمان پس از مونترال در کانادا انتخاب شد.

### مدرسه‌ها
ساخت نخستین مدارس به سبک جدید در مشهد به عهد ناصرالدین‌شاه بازمی‌گردد. در سال ۱۲۶۷، پس از مخالفت‌های شدید با میرزا حسن رشدیه در شهر تبریز، او به مشهد آمد و مدرسهٔ بزرگی را در این شهر راه‌اندازی کرد. از نام مدرسه‌ای که در مشهد تأسیس کرد، هیچ اطلاعاتی در دست نیست. علی مدیر (مدیریان) که می‌توان او را پدر آموزش‌وپرورش نوین خراسان دانست، در سال ۱۲۷۲ در صحن عتیق، مدرسه‌ای به سبک جدید بنا کرد که مدتی بعد تعطیل شد. او سپس در سال ۱۲۷۷ دبستانی در محلهٔ گندم‌آباد (صحن جامع پیامبراعظم کنونی) بنا کرد که در سال ۱۲۸۰ جای خود را به دبستان دیگری در منزل میرزا جعفر در کنار مسجد گوهرشاد داد. با ورود محمدحسن‌خان صبا، ملک‌الحکما، به‌عنوان نخستین رئیس معارف خراسان، در سال ۱۲۸۴ این دبستان تحت حمایت دولت، دبستان «همت» نام گرفت. ملک‌الحکما، مدارس «مظفریه» و «ادب» را نیز در مشهد تأسیس کرد. مدرسهٔ مظفریه که برگرفته از نام مظفرالدین‌شاه و در محلهٔ ارگ به مدیریت محمدعلی مدیر ایجاد شد، از شاگردان شهریه دریافت می‌کرد و در آن دروس فارسی، عربی، مقدمات طبیعی، ریاضی و جبر و مقابله و زبان‌های فرانسه و ترکی و روسی تدریس می‌شد. البته به‌گفتهٔ برخی منابع، اولین مدرسه‌ای که در مشهد به شیوهٔ جدید تأسیس شد، مدرسه‌ای به‌نام «همت» واقع در کوچهٔ عیدگاه، تیمچهٔ سرپوشیده بوده است که مرحوم ادیب، مدیر روزنامهٔ ادب، در سال ۱۲۸۱ با مدیریت شیخ علی مدیر راه‌اندازی کرد. درحال‌حاضر، ادارهٔ کل آموزش‌وپرورش شهر مشهد، هفت ناحیهٔ این شهر به‌علاوهٔ ناحیهٔ تبادکان را تحت پوشش دارد.

### مدرسه‌های علوم دینی
حوزهٔ علمیهٔ مشهد که اینک درشمار مهم‌ترین و معتبرترین حوزه‌های علمیه شیعی است، مراحل تاریخی مختلفی را پشت سر گذاشته است. حوزهٔ علمیهٔ مشهد از قرون اولیهٔ اسلامی عملاً تأسیس شد و رفته‌رفته بر رونق آن افزوده شد. پس از انقلاب ۱۳۵۷، عباس واعظ طبسی، توسط روح‌الله خمینی به ریاست حوزهٔ علمیهٔ خراسان به‌طور عام و حوزهٔ علمیهٔ مشهد به‌طور خاص گمارده شد. در دورهٔ پس از انقلاب ۱۳۵۷، مدارس علوم دینی فراوانی بر مدارس پیشین افزوده شد. برخی از مدارس علوم دینی قدیم مشهد نیز بازسازی شد، ازجمله مدرسهٔ میرزا جعفرومدرسه حاج حسین آریانی و مدرسهٔ خیرات‌خان که اینک در ضمن مجموعهٔ دانشگاه علوم اسلامی رضوی قرار دارند و برخی دیگر مثل مدرسه‌های پریزاد و دودر، که اینک دروس حوزه در آن‌ها تدریس نمی‌شود و به‌دلیل واقع‌شدن در مجموعهٔ حرم رضوی، بیشتر کاربری تبلیغی و ترویجی برای زائران یافته‌اند. برخی از مدارس قدیم نیز، عمدتاً به‌سبب گسترش بناهای اطراف حرم علی بن موسی الرضا تخریب شده‌اند، مانند مدرسهٔ بالاسر که رواق دارالولایه بر جای آن ساخته شده است یا مدرسه باقریه که از نزدیکترین مدارس به حرم مطهر بود، کاملاً تخریب و همراه تمامی موقوفات آن به فضای سبز تبدیل شد. مدرسهٔ نواب نیز در همین طرح نوسازی، تخریب و بر جای آن مدرسهٔ جدیدی بنا شده است که به مدرسهٔ عالی نواب شهرت دارد. مهم‌ترین مدرسهٔ علمیهٔ عالی مشهد که اینک دروس سطح عالی و خارج در آن عرضه می‌شود مدرسهٔ آیت‌الله خوئی است که یک مجتمع بزرگ آموزش علوم اسلامی است و در آستانهٔ پیروزی انقلاب ۵۷ و به‌عنوان جایگزین مدارس تخریب شده در طرح نوسازی محیط اطراف حرم علی بن موسی الرضا، در ساختمانی قدیمی افتتاح شد و پس از انقلاب، ساختمان اصلی آن به‌تدریج طی سه دهه بنا و تکمیل گردید.

## پژوهش و فناوری

### مراکز تحقیقاتی
پژوهشکدهٔ محیط‌های خشک، پژوهشکدهٔ علوم و صنایع غذایی، پژوهشکدهٔ بوعلی، مرکز تحقیقات کشاورزی و منابع طبیعی خراسان رضوی، پژوهشکدهٔ اقبال جهاد دانشگاهی، پژوهشگاه تربیت بدنی و علوم ورزشی شعبه مشهد، و پژوهشکدهٔ اقلیم‌شناسی ازجمله مراکز تحقیقاتی در مشهد هستند که این شهر را به یکی از قطب‌های پژوهشی کشور تبدیل کرده است.
پارک علم و فناوری خراسان رضوی
پارک علم و فناوری خراسان رضوی وابسته به وزارت علوم، تحقیقات و فناوری به ریاست دکتر رضا قنبری، در راستای تحقق آرمان توسعه فناوری کشور در سطح ملی و بین‌المللی در سال ۱۳۸۱ آغاز به کار کرده و تاکنون بیش از ۸۰۰ واحد فناور و شرکت دانش بنیان را مورد حمایت قرار داده است. این پارک با مساحتی حدود ۵۰هکتار در مشهد و شهرستان‌های نیشابور، گناباد و تربت حیدریه شامل، ۸مرکز رشد فناوری که همگی وظیفه تجاری سازی و جذب خدمات مربوط را عهده‌دار می‌باشند، با ایجاد زیرساخت‌های حمایت از فناوری همچون مرکز نوآوری، دفتر مالکیت فکری، واحد آموزش و مشاوره و… در جهت تسریع و شتابدهی به توسعه فناوری ایفای نقش می‌کند. خدمات توسعه کسب و کار این پارک عبارتند از: ۱-خدمات حقوقی و مالکیت فکری ۲-خدمات تأمین مالی ۳-خدمات مدیریتی ۴-آموزش و مشاوره ۵-خدمات توسعه بازار و پروژه یابی ۶-خدمات آزمایشگاهی ۷-خدمات استقرار ۸-خدمات فناوری اطلاعات
بنیاد نخبگان خراسان رضوی
بنیاد ملی نخبگان شاخهٔ خراسان رضوی از سال ۱۳۹۲ به‌طور مستقل فعالیت خود را در مشهد آغاز نمود.
اولین رئیس منصوب آن جواد سرگلزایی، عضو هیئت علمی شیمی دانشگاه فردوسی است. کریدور فناوری شرق کشور به مرکزیت مشهد در دانشگاه فردوسی و با مدیریت امیر ملک‌زاده، عضو هیئت علمی دانشگاه فردوسی ایجاد شد و هم‌اکنون فعال است. از نظر تعدد مخترعان و نوآوران، مشهد بی‌بدیل‌ترین شهر در سطح ملی است که برون‌دادهای مختلف مؤید آن است.

### تجاری‌سازی فناوری
در بحث تجاری‌سازی و انتقال فناوری با وجود نوبودن موضوع در سطح کشور، شهر مشهد پیشرو بوده و پارک علم و فناوری خراسان رضوی، شرکت توسعه‌گران اقتصاد فناور چالاک، مؤسسهٔ تحقیقات کارآفرینی تک (با پشتیبانی دانشکدهٔ فنی مشهد) و کلینیک صنعت و جامعه دانشگاه آزاد اسلامی مشهد تجربهٔ فعالیت همراه با موفقیت در این زمینه داشته‌اند.

### مراکز رشد
۱-مرکز رشد فناوری جامع ۲-مرکز رشد فناوری انرژی ۳-مرکز رشد فناوری‌های فرهنگی و زیارت ۴-مرکز رشد شهرستان گناباد ۵-مرکز رشد فناوری‌های اطلاعات و ارتباطات ۶-مرکز رشد کشاورزی، صنایع غذایی و منابع طبیعی ۷-مرکز رشد شهرستان نیشابور ۸-مرکز رشد شهرستان تربت حیدریه ۹-مرکز نوآوری

### جشنواره‌ها و المپیادها
جشنوارهٔ ملی فن‌آفرینی شیخ بهایی به‌طور مرتب در مرحلهٔ استانی در خراسان رضوی و مشهد برگزار و منتخبان به مرحلهٔ ملی معرفی می‌شوند. سومین المپیاد بین‌المللی مخترعان، مبتکران و نوآوران در سال ۱۳۹۱ در دانشگاه آزاد اسلامی مشهد برگزار شد.

## بهداشت
تا قبل از بیمارستان امام رضا، چند شفاخانه (درمانگاه) در مشهد وجود داشت که بیشتر متعلق به آستان قدس رضوی بود. اولین بیمارستان به سبک امروزی در مشهد، بیمارستان امام رضا بود که در زمان رضاشاه پهلوی و در سال ۱۳۱۳ به جای دارالشفای رضوی ساخته شده است. بیمارستان امام رضا در ابتدای تأسیس بیمارستان شاه‌رضا نام داشت و پزشکان آن نیز خارجی بودند که هم‌زمان کار طبابت و آموزش را انجام می‌دادند.
مراکز تخصصی بسیاری در مشهد  درحال فعالیت هستند که همین مسئله باعث پذیرش بیماران بسیاری از سراسر کشور و حتی در برخی موارد از خارج از کشور است. بیمارستان تخصصی قلب و عروق جوادالائمه، بیمارستان تخصصی چشم خاتم‌الانبیاء، بیمارستان تخصصی کودکان دکتر شیخ و بیمارستان فوق‌تخصصی رضوی می‌باشد.
مشهد در زمینهٔ حمایت از بیماری‌های سرطانی و پیوند اعضا در کشور جایگاه ویژه‌ای دارد. در زمینهٔ سرطان هم‌اکنون درمان سه‌بعدی بیماران سرطانی در مراکز درمانی امام رضا و امید مشهد انجام می‌پذیرد. این شهر یکی از قطب‌های تحقیقات برای پیشگیری و درمان بیماری‌های سرطانی در کشور است.
همچنین مشهد یکی از قطب‌های پیوند اعضا در کشور است. واحد فراهم‌آوری اعضای پیوندی دانشگاه علوم پزشکی مشهد از سال ۱۳۸۰ تحت مدیریت مرکز پیوند اعضا در حوزهٔ ریاست این دانشگاه فعالیت داشته است. پس از تشکیل مرکز پیوند اعضا و دیالیز منتصریه از اوایل سال ۱۳۹۱ براساس پیشنهاد مرکز مدیریت پیوند و موافقت ریاست دانشگاه علوم پزشکی مشهد، این واحد در این بیمارستان مستقر گردیده است. از سال ۱۳۸۰ تاکنون بیش از ۱۵۰۰ بیمار نیازمند با اهدای اعضایی مانند قلب، کبد، کلیه، پانکراس، روده، قرنیه و پوست حیاتی در این واحد، پیوند دریافت کرده‌اند؛ یا این بیماران از مشکلات ناشی از نارسایی عضو نجات یافته‌اند.

## فرهنگ و هنر

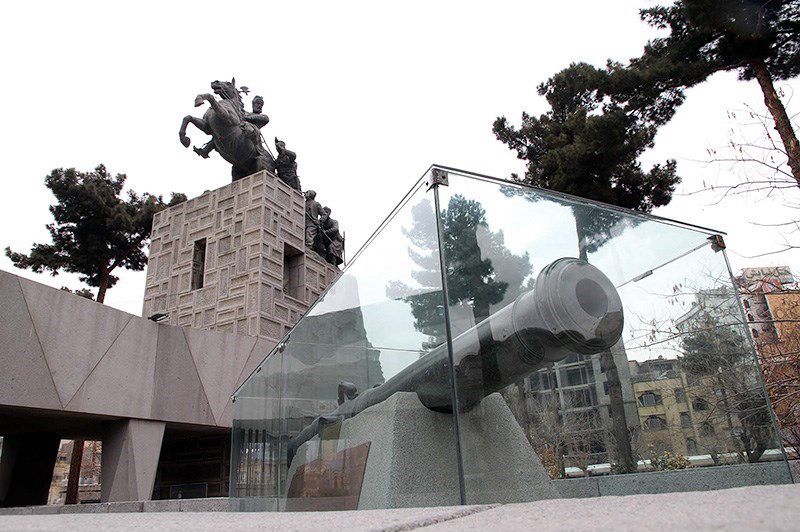
موزهٔ نادری مشهد

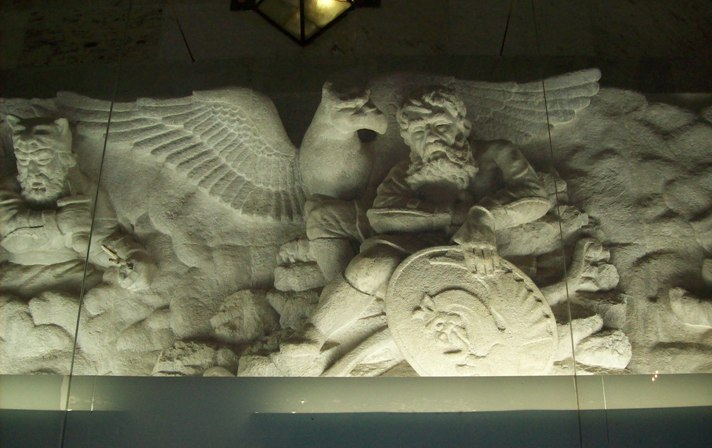
نقش برجسته‌ای در مشهد، حکایت از داستان‌های رایج اساطیر ایرانی از شاهنامه فردوسی

در هفتمین اجلاس آیسسکو در الجزایر، هم‌زمان با کسب میزبانی ایران برای اجلاس دهم در سال ۲۰۱۷، مشهد نیز به‌عنوان پایتخت فرهنگ اسلامی در این سال برگزیده شد.

### سینما، تئاتر و نگارخانه‌ها
سینماهای فعال مشهد پردیس سینمایی هویزه، پردیس سینمایی سیمرغ، پردیس سینمایی اطلس، پردیس سینمایی گلشن، پردیس سینمایی ویلاژ توریست، پردیس سینمایی پارک بازار، پردیس سینما برفی، پردیس سینمایی مهر کوهسنگی، سینما آفریقا و سینما پیروزی هستند. برخی از نگارخانه‌ها و گالری‌های فعال مشهد نیز عبارتند از: نگارخانهٔ میرک، نگارخانهٔ پارسه، نگارخانهٔ رضوان، نگارخانهٔ سروش، گالری نارون، گالری ارغوان و گالری آبان.

### فرهنگسراها
مشهد دارای فرهنگسراها و مراکز فرهنگی متعددی است. برخی فرهنگسراها و نگارخانه‌های مشهد عبارتند از: خانهٔ هنرمندان مشهد، فرهنگسرای جهاد دانشگاهی مشهد، مجتمع فرهنگی‌هنری امام رضا، فرهنگسرای غدیر، فرهنگسرای بهشت، فرهنگسرای علوم و نجوم، فرهنگسرای پایداری و مرکز آفرینش‌های هنری آستان قدس رضوی.

### کتابخانه‌ها
مشهد دارای کتابخانه‌های زیادی است. کتابخانه مرکزی آستان قدس رضوی به‌عنوان یکی از بزرگ‌ترین و جامع‌ترین کتابخانه‌های ایران شامل کتابخانهٔ مرکزی، کتابخانه‌های تخصصی و بیش از ۳۵ کتابخانهٔ وابسته در شهر مشهد و شهرهای دیگر است.

### موزه‌ها
در سطح شهر مشهد حدود ۱۵ موزه مشغول فعالیت هستند. مجموعهٔ موزه‌ها یا گنجینه‌های آستان قدس رضوی که در محدودهٔ حرم علی بن موسی‌الرضا قرار دارد و یکی از بزرگ‌ترین موزه‌های کشور و دارای بیش از ده موزهٔ جداگانه است، موزهٔ توس واقع در کهن‌شهر توس در کنار آرامگاه حکیم توس، موزه نادری واقع در باغ نادری در کنار آرامگاه نادرشاه افشار، موزهٔ آب، موزهٔ علوم و تاریخ طبیعی مشهد، موزهٔ بزرگ تاریخ طبیعی خراسان ازجمله موزه‌های سطح شهر مشهد هستند.

## گردشگری

### هتل‌ها و مراکز اقامتی

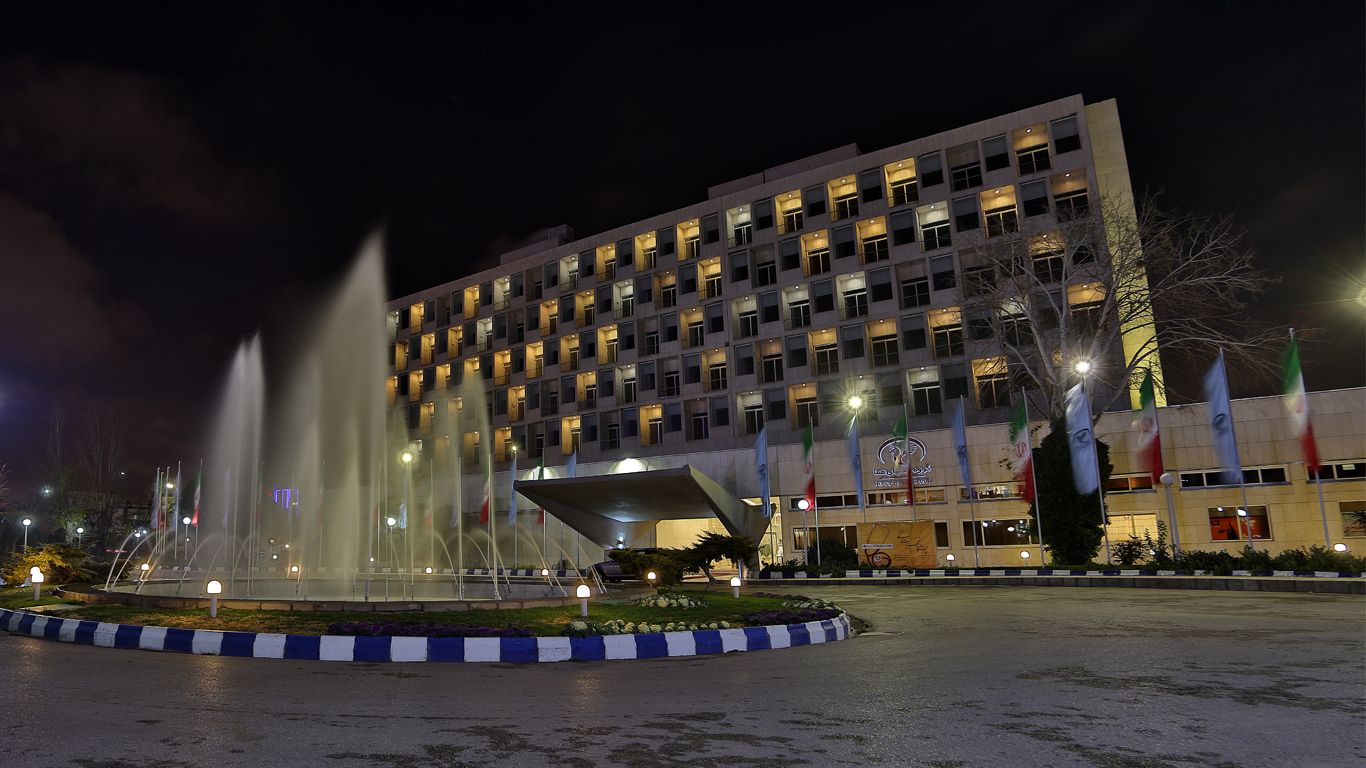
هتل‌هایت

در مشهد به جز کمپ‌ها، نزدیک به ۳۰۰ واحد اقامتی مجاز شامل هتل‌های یک تا پنج ستاره، هتل‌آپارتمان‌ها و مهمان‌پذیرها فعالیت دارند که از مهم‌ترین آن‌ها می‌توان به موارد زیر اشاره کرد:
این در حالی است که در سال ۱۳۱۳ در شهر مشهد، تنها دو مهمان‌خانه (هتل) و ۳۳ مسافرخانهٔ مهم و یک مرکز پانسیون (با دو نمره) و هفت کافه و رستوران وجود داشت. یکی از این دو هتل، «مهمانخانهٔ شرق» در خیابان پهلوی معروف به ارگ (امام خمینی کنونی) بود که دو اتاق بزرگ و سه نمرهٔ (اتاق) کوچک با هفت نفر کارگر داشت و کرایهٔ آن برای هر نفر شبی بین چهار تا ۱۰ ریال بود.

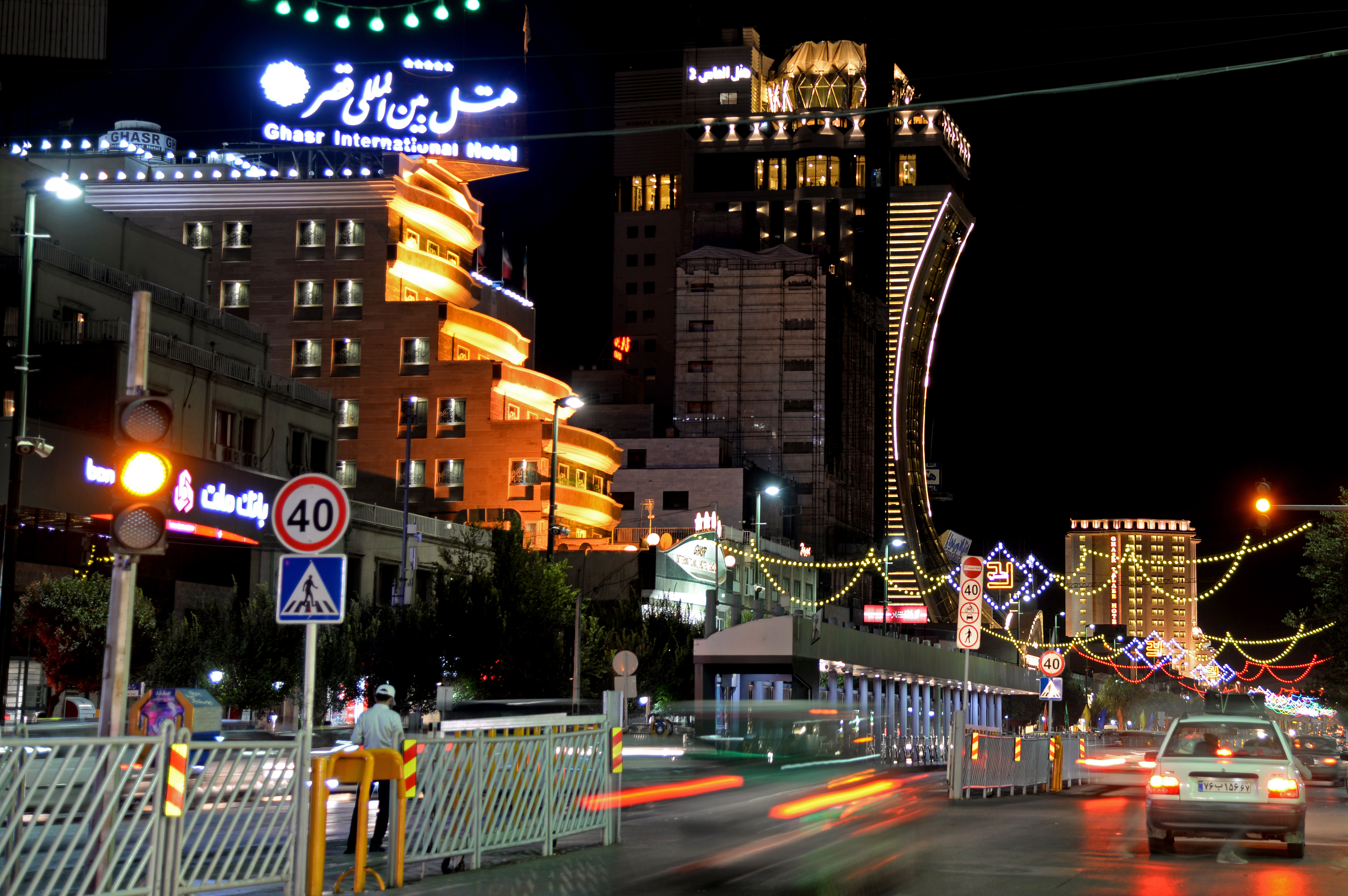
هتل‌های مشهد

اولین و مهم‌ترین هتل مشهد «هتل پارس» بود که در خیابان ارگ، روبه‌روی باغ ملی با ۱۰ نفر کارگر و ۱۶ اتاق با اثاثیهٔ مدرن و کرایهٔ ۱۲ تا ۳۰ ریال برای هر نفر به پذیرایی از مسافران و زائران می‌پرداخت. بنای هتل پارس در سال ۱۳۱۶ به‌وسیلهٔ یک معمار روس و به سبک روسی ساخته شده است. نخستین مالک این بنا یک فرد یهودی به‌نام «امین‌اف» بوده است که چند سال بعد از ساخت، بنا را به مجاور توسی — پدر ریاست کنونی هتل — فروخت. در سال ۱۳۲۰ با آمدن روس‌ها به ایران، ساختمان هتل به ستاد فرماندهی روس‌ها تبدیل شد. در سال ۱۳۵۵، این هتل به‌عنوان محل برگزاری و پذیرایی از میهمانان «دومین جشنواره توس» انتخاب شد. ساختمان هتل پس از انقلاب از سوی بنیاد مستضعفان ضبط شد. ساختمان هتل پارس دارای مالکیت شخصی است و تاکنون اقدام خاصی برای ثبت، حفاظت و مرمت اصولی و همچنین تحصیل حریم بنا انجام نشده است.
مشهد با دارابودن ۵۵٪ تخت‌های گردشگری و اقامتی کشور، بیشترین تعداد مراکز اقامتی را به خود اختصاص داده است؛ و به همین دلیل قطب مهم گردشگری کشور محسوب می‌شود. بااین‌حال عدم پاسخگویی این تعداد مرکز گردشگری به نیاز مسافران، سبب رشد مراکز غیرمجاز اقامتی شده است. همین مسئله باعث بروز حوادث زیادی در این زمینه شده است. حدود ۳هزار تا ۵هزار واحد اقامتی غیرمجاز در سطح شهر مشهد وجود دارد.
در گزارشی به سال ۱۳۸۹، یکی از معضلات مشهد کاهش میزان ماندگاری مسافر بود که معمولاً مسافران پس از زیارت و خرید در بازار، مسافرت خود را اتمام‌یافته می‌دانند. طبق این گزارش، میزان ماندگاری در شهر مشهد به دو روز رسیده است.

### ره‌آوردها

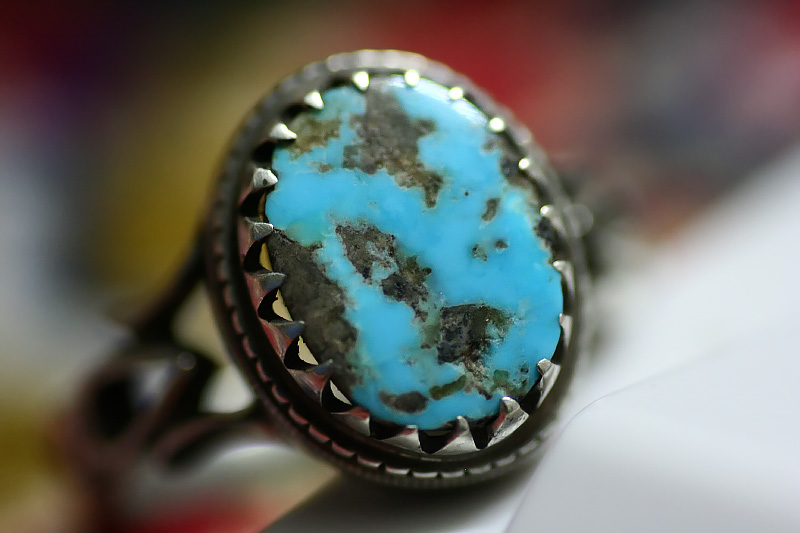
نمونه‌ای از انگشتر فیروزه

ازجمله مهم‌ترین ره‌آوردها و سوغات مشهد می‌توان به زعفران، زرشک، نبات، هل، خشکبار، ادویه، قالی و گلیم و نمد، انگشتر فیروزه و عقیق، محصولات چرمی و دیگ‌های سنگی اشاره کرد. دیگ‌ها و ظروف سنگی که در اصطلاح عامهٔ مردم مشهد «هرکاره» نامیده می‌شود، از قرون گذشته یکی از مهم‌ترین سوغات مخصوص مشهد به‌شمار می‌آید. از ویژگی‌های این سنگ که نوعی «سرپانتین» است، نرم و مقاوم‌بودن آن در برابر آتش است که  به‌دلیل طبخ ملایم، غذا را لذیذ می‌کند. زعفران نیز از ارزشمندترین محصولات کشاورزی ایران است که امروزه کشت آن در مناطق مرکزی و جنوبی خراسان متمرکز شده است. زعفران یکی از اصلی‌ترین سوغات‌های شهر مشهد به‌شمار می‌رود که گردشگران و زائران از بازارهای شهر آن را تهیه می‌کنند. معمولاً خرید زعفران همراه با زرشک صورت می‌گیرد. امروزه زعفران به‌صورت سرگل (ریز) یا پوشال نگین (درشت) و با ریشه عرضه می‌شود و زرشک نیز انواعی دارد که مهم‌ترین آن‌ها اناری و پفکی (مجلسی) است. استان خراسان رضوی با سهمی حدود ۷۵٫۵٪ از تولید این محصول، مقام اول را در کشور داراست.

### غذاها و خوراک‌های محلی
از غذاها و خوراکی‌های معروف مشهد می‌توان به دیگچه، شیشلیک، شله مشهدی، کوکو شیرین و چنگالی اشاره کرد. شلهٔ مشهدی در فهرست آثار معنوی کشور به ثبت رسیده است. این غذا هرساله به‌ویژه در ماه‌های محرم و صفر و در مجالس عزاداری طبخ می‌شود.

## رسانه

### صدا
رادیو در مشهد در سال ۱۳۲۷ توسط لشکر ۱۲ خراسان با استفاده از فرستنده‌ای که در اختیار داشت، شروع به کار کرد. در سال ۱۳۲۸ لشکر ۱۲ خراسان موافقت کرد که فرستندهٔ خود را در اختیار ادارهٔ انتشارات و تبلیغات بگذارد. در ۱۲ دی ۱۳۲۸، رادیو مشهد کار خود را آغاز کرد. این رادیو بعدها تعطیل شد و مجدداً در سال ۱۳۳۲ آغاز به کار کرد. رادیو مشهد ابتدا روزانه ۲ ساعت پخش برنامه از ساعت ۱۶ تا ۱۸ داشته است. اخبار این رادیو با گیرندهٔ قوی‌تر از اخبار ظهر رادیو تهران گرفته می‌شد و پس از بازنویسی مجدداً در ساعت ۱۶ یا ۱۶:۳۰ (بر حسب فصول سال) از این رادیو خوانده می‌شد. امکانات فنی این رادیو شامل یک تقویت‌کنندهٔ ۷۵ واتی، یک میکروفون و ۲ دستگاه گرامافون بود.
پس از پیروزی انقلاب ۱۳۵۷ فرستنده ۱۰۰ کیلوواتی صدای جمهوری اسلامی ایران در مشهد موسوم به فرستندهٔ شهید هاشمی نژاد در سال ۱۳۶۰ آغاز به کار کرد. در تاریخ دوم اردیبهشت ۱۳۷۵ «شبکه استانی صدای خراسان» راه‌اندازی شد. این شبکه تا پایان سال ۸۲ با تولید ۳۸ عنوان برنامه به‌صورت ثابت روزانه و هفتگی و برنامه‌های مناسبتی و برنامه‌ای یک ساعته به لهجهٔ کردی، بیش از ۹۲٪ جمعیت استان را تحت پوشش داشت و در حوزهٔ برون‌مرزی با سه رادیو دری، ازبکی و تاجیکی روزانه با بیش از ۱۴ ساعت تولید و پخش برنامه، مخاطبان خارج از کشور را پوشش می‌داد. هم‌اکنون تولید و پخش این شبکه به‌صورت ۲۴ساعته است.

### سیما
در خرداد ۱۳۷۱ سیمای مرکز تبدیل به سیستم رنگی شد. در سال ۱۳۷۲ سیمای خراسان با تولید سالانه ۲۱۰ ساعت برنامه، علاوه‌بر سیمای آدینه که تولید محلی و مهم‌ترین عامل ارتباطی تلویزیون خراسان با مردم استان در هر صبح جمعه بود، در فواصل پخش برنامه‌های شبکه اول سراسری نیز گاه اقدام به پخش برنامه‌ها و پیام‌های کوتاه می‌کرد. در ۱۹ اسفند ۱۳۷۶ «شبکه استانی سیما» افتتاح شد و متجاوز از ۵۰٪ از جمعیت استان را تحت پوشش قرار داد. این پوشش جمعیتی تا تیر ۱۳۸۹ به حدود ۹۷٫۶٪ رسیده است. هم‌اکنون تولید و پخش برنامه‌های سیمای استانی به ۲۴ ساعت در روز افزایش یافته است. ساختمان کنونی صداوسیمای خراسان در مهر ۱۳۵۰ افتتاح شد و با روزی پنج ساعت پخش برنامه، شروع به کار کرد. این مرکز که از طریق خطوط ماکروویو از برنامه‌های شبکه‌های سراسری استفاده می‌کرد، در تولید محلی نیز از مراکز فعال تلویزیونی به‌شمار می‌آمد.

نشانوارهٔ روزنامهٔ خراسان

### نشریات
نشریات مهم مشهد عبارتند از خراسان و قدس که در سطح کشوری منتشر می‌شوند و روزنامه شهرآرا که مخصوص شهر مشهد است. ماهنامهٔ طنز و کاریکاتورِ بچه مشد نیز جزء اولین ماهنامه‌های طنز و کاریکاتور پس از انقلاب در مشهد است.

## ورزش

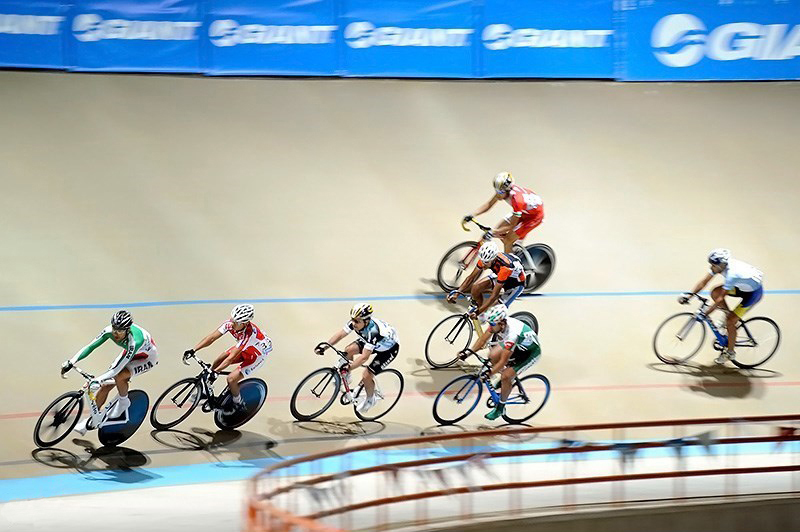
مسابقات جایزه بزرگ دوچرخه سواری مشهد

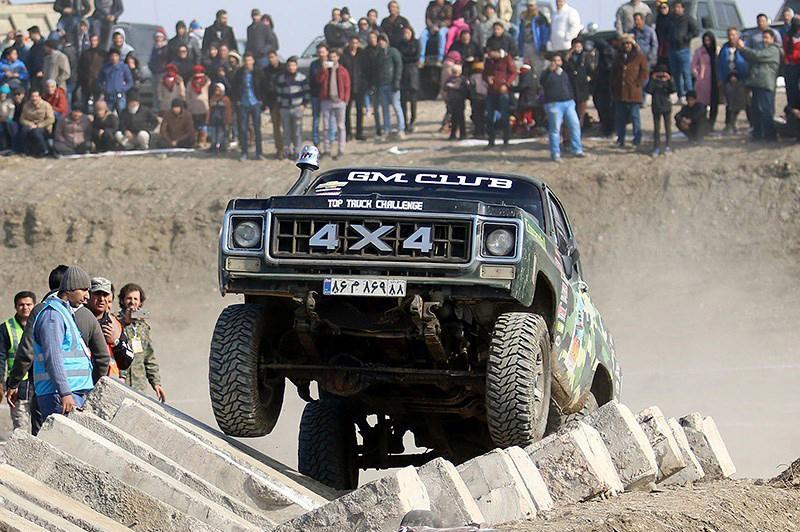
مسابقات آفرود در مشهد

خراسان و شهر مشهد از دیرباز یکی از قطب‌های مطرح کشتی در سطح کشور بوده است و به‌نوعی ورزش اول این شهر محسوب می‌شود. ورزش‌های باستانی و زورخانه‌ای از جایگاه ویژه‌ای در مشهد برخوردار است و یکی از مهم‌ترین زورخانه‌های کشور، زورخانهٔ وابسته به تربیت بدنی آستان قدس رضوی در مشهد است. فوتبال نیز از ورزش‌های پرطرفدار در مشهد است. دو سال پس از تأسیس اولین باشگاه فوتبال در تهران (کلوپ ایران)، اولین باشگاه فوتبال خراسان با نام کلوپ فردوسی در سال ۱۳۰۱ در مشهد آغاز به‌کار کرد. بازیکنان بزرگی چون حسین صدقیانی در این تیم بازی می‌کردند. تیمی که در سال ۱۳۲۰ اولین بازی تیم ملی فوتبال ایران را برابر افغانستان برگزار کرد، به نام «منتخب مشهد» به افغانستان فرستاده شده بود (هر چند که تنها ۲ بازیکن مشهدی در این تیم حاضر بودند). پس از آن تیم‌های معتبری چون ابومسلم خراسان در این شهر بازی می‌کردند. هم‌اکنون تیم پدیدهٔ شهر خودرو از مشهد در لیگ برتر فوتبال ایران حضور دارد. همچنین تیم علم و ادب مشهد از تیم‌های مطرح و محبوب در لیگ باشگاهی فوتسال کشور است که امتیاز آن به‌طور موقت به فرش آرا مشهد منتقل شده است و نیز تیم فوتسال فردوسی مشهد که در فصل ۹۲–۹۳ به لیگ برتر صعود کرد.

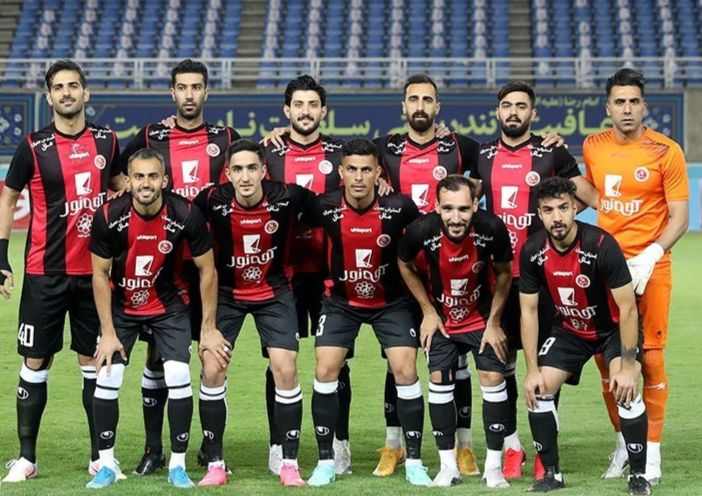
بازیکنان باشگاه فوتبال پدیده خراسان

مشهد دربردارندهٔ مجموعه‌ها و اماکن ورزشی بسیار و چند پیست ورزشی است. مجموعه‌های ورزشی ورزشگاه تختی مشهد، مجموعه‌های ورزشی آستان قدس رضوی، مجتمع فرهنگی ورزشی یاس، استخرهای ارمغان، کاظمیان، هلال احمر و شهید بهشتی و مجموعهٔ ورزشی موج‌های آبی را می‌توان به‌عنوان نمونه یاد کرد.
استادیوم ثامن، ورزشگاه امام رضا و استادیوم تختی، مهم‌ترین استادیوم‌های ورزشی مشهد هستند. ورزشگاه ثامن مشهد دومین ورزشگاه ایران پس از ورزشگاه آزادی است که به دوربین عنکبوتی مجهز شده است. فاز اول این ورزشگاه با گنجایش ۳۰هزار نفر در سال ۱۳۸۳ افتتاح گردید. ورزشگاه امام رضا نیز شامل ۱۴ سالن ورزشی در زیر جایگاه تماشاگران فوتبال استادیوم ۳۰هزار نفری است. این ورزشگاه تنها ورزشگاه مسقف فوتبال در ایران است که به لحاظ ویژگی‌های ساخت ازجمله استفادهٔ بهینه از تمامی فضاها، سقف خرپائی جایگاه تماشاگران با روکش پوسته‌ای، تأمین پارکینگ طبقاتی و سایر امکانات رفاهی برای تماشاگران، رختکن مجهز بازیکنان و داوران، سالن‌های کنفرانس، پیش‌بینی ورود و خروج تماشاگران در کمترین زمان و… با استانداردهای روز دنیا برابری دارد.
پیست دوچرخه‌سواری مشهد که در سال ۱۳۹۰ به‌عنوان مجهزترین پیست دوچرخه‌سواری کشور معرفی گردید؛ پیست اتومبیل‌رانی، پیست موتورسواری و پیست موتورکراس که همه در ۱۰ کیلومتری جادهٔ مشهد–شاندیز واقع هستند؛ پیست اسکیت بلوار شهید باهنر، پیست اسکیت کوهسنگی، پیست اسکی شیرباد مشهد، پیست اسکی سنتی کوه‌های آب‌وبرق مشهد و پیست سوارکاری مشهد نیز از دیگر پیست‌های ورزشی مشهد هستند. اولین زمین چمن گلف ایران نیز در مجموعهٔ ثامن شهر مشهد واقع شده است.

## حمل‌ونقل

### جابجایی‌های درون‌شهری
حمل و نقل در شهر مشهد برعهدهٔ سازمان تاکسی‌رانی، شرکت واحد اتوبوس‌رانی و شرکت‌های خصوصی، تاکسی‌تلفنی‌ها، مینی‌بوس‌ها و خطوط مترو است.

#### قطار شهری مشهد

خطوط LRT مشهد

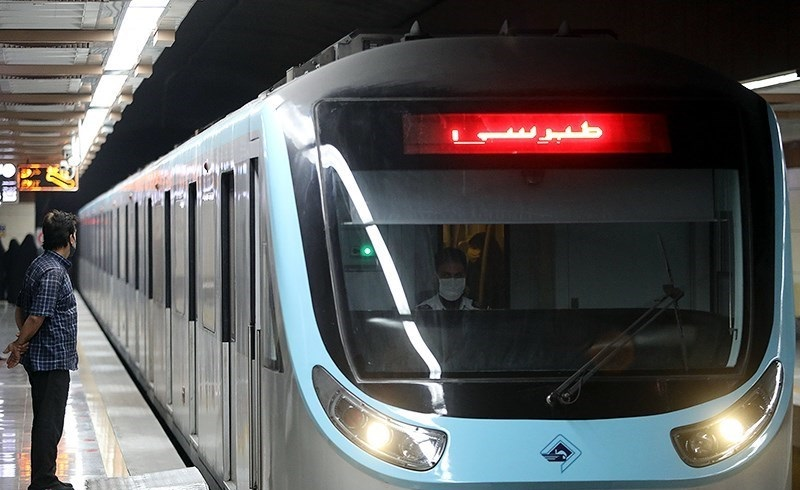
متروی برقی مشهد

خط یک قطار شهری مشهد در ۲ اسفند ۱۳۸۹ به بهره‌برداری رسید. براین‌اساس مشهد بعد از تهران دومین شهر ایران است که از شبکهٔ حمل‌ونقل ریلی درون‌شهری برخوردار می‌شود. درحال‌حاضر مشهد تنها شهر ایران است که از قطار سبک شهری (LRT) در حمل‌ونقل درون‌شهری استفاده می‌کند.
خط یک قطار شهری مشهد جنوب و شمال‌غرب شهر را در کمتر از ۵۰ دقیقه به هم متصل می‌کند. روزانه حدود ۱۰۰هزار نفر از طریق این خط جابه‌جا می‌شوند. در ابتدای راه‌اندازی خط یک، مدت زمان سوارنمودن مسافر هر ۳۵ دقیقه بود که این زمان هم‌اکنون به تقریباً ۸ دقیقه کاهش پیدا کرده است. در ابتدای راه‌اندازی، قیمت بلیط تک‌سفره ۳۰۰ تومان بود و سپس به ۵۰۰ تومان افزایش یافت. درحال‌حاضر قیمت بلیط تک‌سفره ۲۰۰۰ تومان است و ارائهٔ بلیط توسط مسافر، از طریق کارت‌های اعتباری «من کارت»، نرم‌افزار کیپاد و کیوآر امکان‌پذیر است.
فاز اول خط دو قطار شهری مشهد در تاریخ ۲ اسفند ۱۳۹۵ به بهره‌برداری رسید. این فازِ خط ۲ از انتهای طبرسی آغاز و در میدان شهدا پایان می‌یابد. طول مسیر فاز ۱، ۸ کیلومتر و دارای ۶ ایستگاه بود.  درحال حاضر خط ۲ با ۱۰ کیلومتر مسیر و ۹ ایستگاه از ساعت ۶ صبح تا ۱۰ شب  درحال بهره‌برداری است.
براساس پیش‌بینی‌ها، شهر مشهد نیازمند ۴ خط قطار شهری است.
1. مسیر شماره ۱ LRT به‌طول ۲۴ کیلومتر از فرودگاه شهید هاشمی‌نژاد تا منطقهٔ وکیل‌آباد
2. مسیر شماره ۲ مترو به‌طول ۱۴٫۵ کیلومتر از انتهای طبرسی شمالی تا میدان فضل بن شاذان (فکوری)
3. مسیر شماره ۳ مترو به‌طول حدود ۲۸٫۵ کیلومتر از شهرک ابوذر تا الهیه (قاسم‌آباد)
4. مسیر شماره ۴ مترو به‌طول ۱۷٫۵ کیلومتر از شهرک شهید رجایی به خواجه ربیع[۲۱۵]

در طرح قطار شهری مشهد، توسعهٔ خطوط ریلی به شهرهای جدیدی چون گلبهار و بینالود پیش‌بینی و تصویب شده است.

#### بزرگراه‌ها

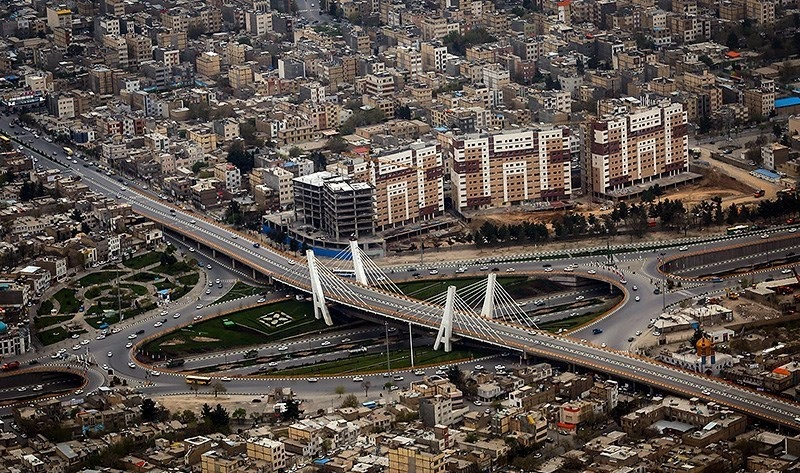
پل کابلی میدان امام حسین مشهد

در کلان‌شهر مشهد تقریباً ۳۵۹ کیلومتر بزرگراه داخل شهری وجود دارد که با وجود توسعهٔ آن‌ها، طرح اصلی و پایهٔ بیشتر آن‌ها به قبل از انقلاب ۱۳۵۷ برمی‌گردد.
برخی بزرگراه‌های مشهد عبارتند از:
بزرگراه هاشمی رفسنجانی، بزرگراه شهید سلیمانی، بزرگراه امام علی، بزرگراه نمایشگاه، بزرگراه وکیل‌آباد، بزرگراه آزادی، بزرگراه پیامبر اعظم، بزرگراه غدیر، بزرگراه شهید بابانظر، بزرگراه شهید میرزایی، بزرگراه شهید چراغچی و بزرگراه سلسلةالذهب.

#### اتوبوس‌رانی

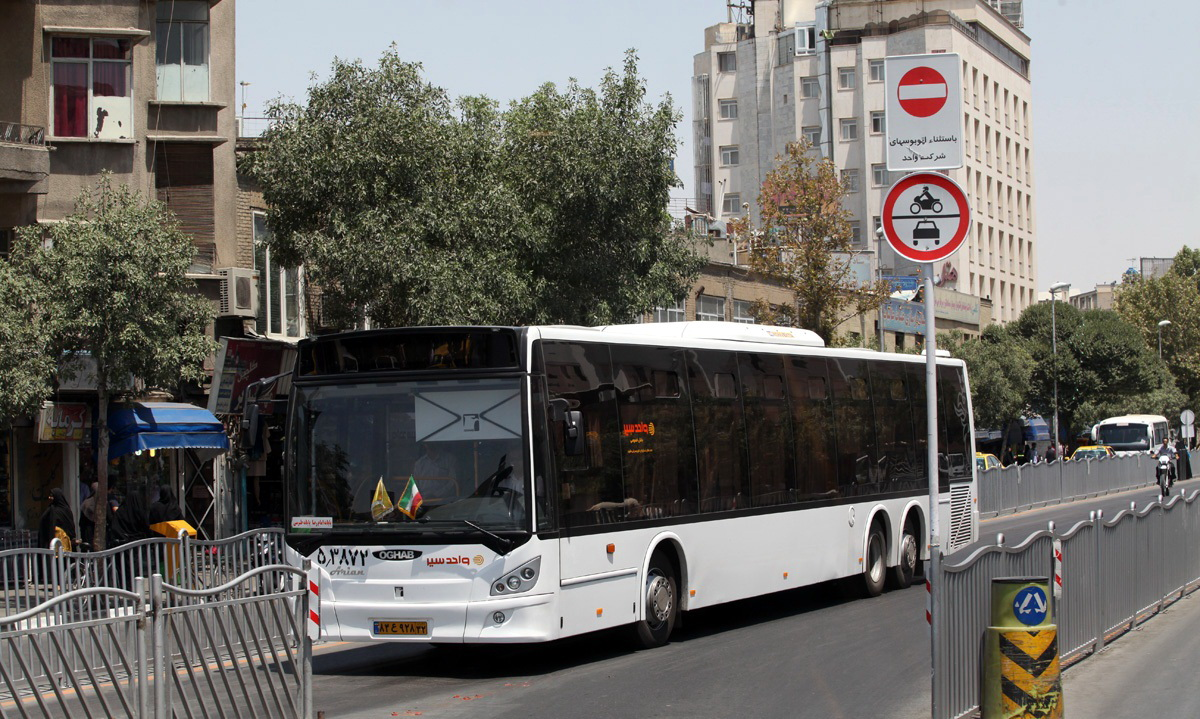
خط بی‌آرتی مشهد

سازمان اتوبوس‌رانی شهرداری مشهد، متولی حمل‌ونقل عمومی در مشهد و حومهٔ آن است. علاوه‌بر خطوط شهری، بسیاری از روستاهای پیرامون مشهد نیز از خدمات اتوبوس‌رانی بهره‌مند هستند. در برخی از مسیرها از مینی‌بوس نیز استفاده می‌شود. در سال‌های اخیر، سامانهٔ اتوبوس‌های تندرو در چند مسیر ایجاد شده است. افزون‌براین، سامانهٔ بی‌آرتی شهر مشهد از آبان ۱۳۹۱ راه‌اندازی شده است. بهره‌مندی از خدمات اتوبوس‌رانی مشهد با استفاده از سامانهٔ من‌کارت امکان‌پذیر است.

#### تاکسی‌رانی
تاکسی‌رانی در مشهد سابقه‌ای در حدود ۵۵ سال دارد. تا قبل از سال ۱۳۷۶ امور تاکسی‌رانی توسط بخش خصوصی اداره می‌گردید و نظارت بر آن، برعهدهٔ پلیس بود. با تصویب مجلس شورای اسلامی جهت تمرکز امور حمل‌ونقل درون‌شهری، سازمان‌های مدیریت و نظارت بر تاکسی‌رانی تحت پوشش شهرداری‌ها تشکیل گردیدند، در این راستا سازمان مدیریت و نظارت بر تاکسی‌رانی شهرداری مشهد در سال ۱۳۷۶ تشکیل شد و شروع به فعالیت نمود. ازجمله وظایف این سازمان نظارت بر امور حمل‌ونقل درون‌شهری تاکسی‌ها، ساماندهی و بهسازی ناوگان، مدیریت بهره‌وری تاکسی‌ها و نظارت بر تأسیس و عملکرد شرکت‌های حمل‌ونقل خصوصی تاکسی‌رانی است. این سازمان با دارابودن ۲۸ نفر پرسنل و ۵ خودروی بازرسی کلیهٔ وظایف محوله پیرامون مدیریت و نظارت ناوگانی متشکل از تاکسی در انواع مختلف پیکان، سمند، پژو، تویوتا، آر دی و دیگر موارد را به انجام می‌رساند. از سال ۱۳۸۶ نیز با اجرای طرح ساماندهی مسافربرهای شخصی توسط دولت سازمان‌های تاکسی‌رانی به‌عنوان یکی از ارکان طرح، فعالیت‌ها و اقدامات خود را در راستای اجرای بهینه و مطلوب طرح مذکور به کار بسته‌اند. هم‌اکنون ۱۴هزار دستگاه تاکسی در شهر مشهد وجود دارد که نیمی از این تعداد تاکسی فرسوده است.

### جابجایی‌های برون‌شهری

#### فرودگاه

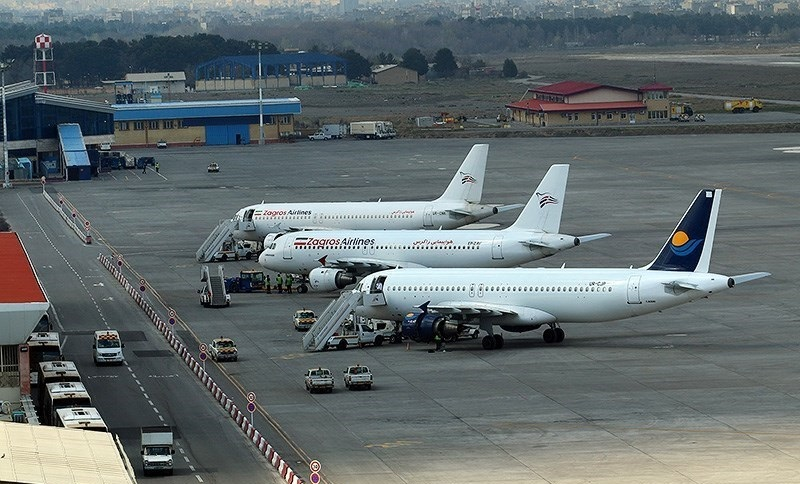
فرودگاه مشهد

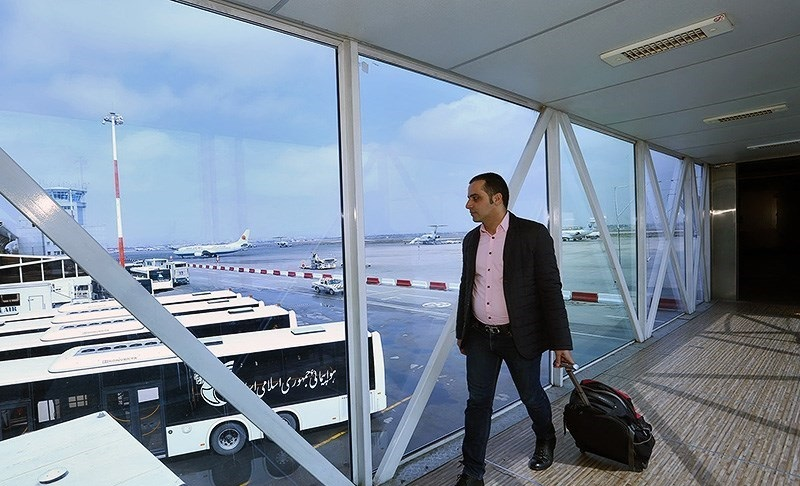
فرودگاه بین‌المللی مشهد

شهر مشهد دارای فرودگاهی بین‌المللی با نام «فرودگاه بین‌المللی شهید هاشمی‌نژاد مشهد» است. این فرودگاه دارای مسیرهای پروازی داخلی و خارجی متعددی است.
این فرودگاه در سال ۱۳۳۰ در محل زائرسرای کنونی احداث شد. پیش از آن در محل میدان پانزده خرداد باندی خاکی جهت فرود هواپیماهای کوچک نظامی وجود داشت که محل استقرار قبضه‌های ضدهوائی بود. در سال ۱۳۴۶ باند جدید فرودگاه مشهد از نوع بتن و پایگاه پدافند نیروی هوایی مورد بهره‌برداری قرار گرفت که روزانه یک پرواز از نوع DC3 در مسیر تهران–مشهد و پروازهای آموزشی و ایرتاکسی علاوه بر پروازهای نظامی از آن استفاده می‌کردند. با افزایش پروازها و ورود هواپیماهای DC8 و متعاقباً بوئینگ ۷۲۷، ۷۳۷، ۷۰۷ و ایرباس در سال ۱۳۵۷ پارکینگ و ترمینال جدید برج مراقبت پرواز و ساختمان‌های جانبی فرودگاه جدید مورد بهره‌برداری قرار گرفت. پس از پایان جنگ ایران و عراق، فرودگاه مشهد به «فرودگاه شهید هاشمی‌نژاد» تغییر نام داد.

#### راه‌آهن

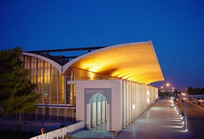
ایستگاه راه‌آهن مشهد

ادارهٔ کل راه‌آهن خراسان یکی از نواحی نوزده‌گانهٔ راه‌آهن جمهوری اسلامی ایران است که حوزهٔ استحفاظی آن از ایستگاه مشهد تا ایستگاه نقاب به‌طول ۲۷۲ کیلومتر (دو خطهٔ رفت و برگشت ۵۴۴ کیلومتر) و از ایستگاه فریمان تا ایستگاه سرخس به‌طول ۱۵۹ کیلومتر و تا مرز ۱۶۵ کیلومتر است که جمعاً در حدود ۱۰۰۰ کیلومتر با احتساب خطوط فرعی، صنعتی و غیره است. در سال ۱۳۷۵ راه‌آهن سراسری مشهد–سرخس–تجن در بخشی از مسیر جاده تاریخی ابریشم با حضور سران یازده کشور منطقه و مقامات عالی‌رتبهٔ ۴۵ کشور جهان، مورد بهره‌برداری قرار گرفت. با بهره‌برداری از این شبکهٔ راه‌آهن، کشورهای آسیای میانه به اقتصادی‌ترین و مناسب‌ترین راه برای مبادلات اقتصادی خود با خارج دست یافتند. با احداث این شبکهٔ راه‌آهن، مسیر حمل‌ونقل تجارت جهانی از ۲۱هزار کیلومتر راه آبی برای ارتباط بین شرق و غرب جهان به حدود ۱۲هزار کیلومتر راه زمینی کاهش یافت. همچنین به‌جهت تسهیل دررفت‌وآمد بسیاری از مهاجران افغانی که در مشهد زندگی می‌کنند و همین‌طور تسهیل در ارتباط بین کشورهای آسیای مرکزی، راه‌آهن مشهد–هرات تا پایان سال ۱۳۹۴ به بهره‌برداری می‌رسد.
ایستگاه راه‌آهن مشهد واقع در ضلع شمالی شهر قدیم مشهد و در فاصلهٔ ۲ کیلومتری از حرم علی بن موسی الرضا قرار دارد. ساختمان ایستگاه توسط معمار ایرانی حیدر غیایی طراحی شده است و ساخت آن در ۲۵ شهریور ۱۳۳۴ و در ۴ آبان ۱۳۴۵ به بهره‌برداری رسیده است. ایستگاه مشهد به دو ایستگاه باری و مسافری تفکیک شده و دارای ۷ خط قبول و اعزام مسافری و خط مربوط به ایستگاه باری و خطوط تخلیه و بارگیری در محوطهٔ گمرک و خطوط تعمیرات است.

#### واگن ویژه بانوان در مسیر تهران ـ مشهد
از شانزدهم فروردین‌ماه ۱۳۹۵ شرکت حمل‌ونقل نورالرضا در مسیر تهران ـ مشهد واگن ویژه بانوان را به‌صورت آزمایشی راه‌اندازی کرده است. پیش از این نیز در دیگر سرویس‌های حمل و نقل همچون اتوبوس‌های درون‌شهری و مترو، بخشی از فضا به بانوان اختصاص داده شده بود.

#### اتوبوس و تاکسی بین شهری
عملیات اجرایی احداث ساختمان پایانهٔ موقت مشهد در زمینی به مساحت ۱۴ هکتار، با زیربنای ۴۰۰۰ متر مربع در سال ۱۳۶۸ آغاز شد و در بهمن ۱۳۶۹ خدمات خود را در زمینهٔ حمل‌ونقل مسافر به گردشگران و مسافران ارائه داد. پس از آن طرح احداث پایانهٔ بزرگ مسافربری این شهر با نام پایانهٔ امام رضا، که در سال ۱۳۷۵ به تصویب رسیده‌بود، با زیربنایی به وسعت ۴۵هزار مترمربع در فروردین ۱۳۸۷ افتتاح شد. این پروژه یکی از مدرن‌ترین پایانه‌های کشور از نظر وسعت، طراحی و بهره‌مندی از امکانات پیشرفتهٔ روز است.
علاوه‌بر پایانهٔ مسافربری امام رضا، دو پایانهٔ معراج و راه ابریشم (در ابتدای جادهٔ مشهد به سرخس) و سه ایستگاه سوار شاهد، حافظ و کلات در بخش حمل‌ونقل برون‌شهری مشهد فعالیت دارند.

#### فاصلهٔ مشهد با شهرهای بزرگ
| نام شهر  | فاصله (کیلومتر) |
| -------- | --------------- |
| اصفهان   | ۱۲۲۲            |
| اهواز    | ۱۷۶۸            |
| تبریز    | ۱۴۳۲            |
| تهران    | ۸۹۴             |
| رشت      | ۱۰۶۷            |
| شیراز    | ۱۳۷۴            |
| کرمانشاه | ۱۴۸۰            |
| کرمان    | ۹۰۹             |
| گرگان    | ۴۵۹             |

## معضلات شهری

### آلودگی‌های محیط‌زیستی
شهر مشهد همانند سایر کلان‌شهرهای بزرگ دنیا درگیر آلودگی هوا، آلودگی آب، آلودگی خاک، آلودگی صوتی و آلودگی‌های مغناطیسی است. یکی از مهم‌ترین اقداماتی که در راستای کاهش این آلودگی‌ها صورت گرفته، استفاده از انرژی و فناوری‌های دوست‌دار محیط‌زیست و راه‌اندازی بزرگ‌ترین نیروگاه خورشیدی کشور در این شهر است. یکی از ویژگی‌های مهم نیروگاه خورشیدی مشهد، استفاده از سیستم ردیاب خورشید است که توان تولید برق را ۲۰٪ افزایش می‌دهد.
از دیگر فعالیت‌های صورت‌گرفته در این زمینه می‌توان به ایجاد نخستین نیروگاه بیوگاز خاورمیانه در شهر مشهد در سال ۱۳۸۸ اشاره نمود که این پروژه آثار مطلوب زیست‌محیطی را به‌همراه دارد و گازهای مخرب لایهٔ ازن جمع‌آوری و سپس سوزانده می‌شوند و از محل تولید انرژی آن برق تولید می‌گردد و در آیندهٔ نزدیک، سومین نیروگاه بیوگاز نیز در این شهر احداث خواهد گردید. ازدیگرسو، شهر مشهد اولین شهری است که اقدام به تولید کود گرانوله (نوعی کود آلی گوگرددار) در کارخانهٔ کمپوست نموده که برای حفظ محیط‌زیست و کشاورزی پایدار کمک مفیدی است. راه‌اندازی کارخانه‌های بازیافت در شهر مشهد ۲۰٪ از مشکلات زیست‌محیطی این شهر را کاهش داده است.

### آلودگی هوا

آلودگی هوای شهر مشهد در دههٔ ۱۳۸۰

برطبق آمار ارائه‌شده روزانه بیش از ۸۰۰هزار دستگاه خودرو در شهر تردد می‌کند که این تعداد خودرو عامل ۷۰٪ آلودگی هوای شهر مشهد است. در سطح شهر مشهد، روزانه ۴میلیون و ۲۰۰هزار سفر درون‌شهری انجام می‌شود که در آن، یک میلیون و ۲۰۰هزار نفر مسافر جابه‌جا می‌شود. درحال‌حاضر، تنها ۵۰٪ این سفرها، با وسایل حمل‌ونقل عمومی انجام می‌گیرد. همچنین سالانه حدود ۴۰هزار خودرو به شبکه معابر شهری وارد می‌شود. دراین‌میان، حدود ۶٪ سفرهای درون‌شهری، با دوچرخه انجام می‌شود. چهارده ایستگاه سنجش آلودگی هوا در مشهد مستقر است.

### حاشیه‌نشینی
حاشیه‌نشینی همیشه یکی از معضلات شهرهای بزرگ بوده است. دراین‌میان مشهد نیز از این معضل مستثنا نبوده و حتی دچار بیشترین آسیب نیز است. افزایش جاذبه‌های شهری و بی‌فروغ‌شدن زندگی در روستاها و امید به پیدا کردن کار در شهرها هر روز بر سیل مهاجران افزوده و پدیدهٔ حاشیه‌نشینی را در کلان‌شهرهایی چون مشهد پررنگ‌تر می‌کند. بنابر گفتهٔ کارشناسان، حضور ۳۰۰هزار تبعهٔ غیرایرانی مجاز و غیرمجاز در مشهد، خشکسالی‌های مستمر، بالابودن قیمت زمین و مسکن در نواحی شهری مشهد و ضعف نظارت دستگاه‌های حاکمیتی از مهم‌ترین دلایل گسترش جمعیت حاشیه‌نشینی در مشهد است. بنابر آمار سرشماری سال ۱۳۸۶ حدود ۸۸۳هزار نفر در مشهد اسکان غیررسمی داشتند که این تعداد درحال‌حاضر به حدود یک میلیون و ۲۰۰هزار نفر رسیده است. این میزان در مقایسه با جمعیت ۷میلیونی حاشیه‌نشین کشور، یک‌هفتم این تعداد را شامل می‌شود. ثبت یک‌سوم از جمعیت شهر مشهد به‌صورت حاشیه‌نشین، نشان‌دهندهٔ این است که مشهد بیشترین جمعیت حاشیه‌نشین کشور را دارد.
از مهم‌ترین دلایل افزایش حاشیه‌نشینی در مشهد مهاجرت روستاییان است. بخش اعظمی از معضلات اجتماعی مانند کودکان فراری، کودکان کار، زنان کار، اعتیاد، مواد مخدر و سایر آسیب‌های مربوط به آن، با حاشیه‌نشینی در مشهد گره خورده و مشکلات این کلان‌شهر را دوچندان کرده است. سرقت، نزاع‌های دسته‌جمعی، اعتیاد، خریدوفروش مواد مخدر، تجاوز به عنف، فروش کودکان ازجمله آسیب‌هایی است که شغل برخی از زنان و مردان این منطقه محسوب می‌شوند.
برای ساماندهی وضعیت حاشیه‌نشینی کارگروهی با محوریت معاونت مدیریت و توسعهٔ شهری و روستایی وزارت کشور و با عضویت سازمان ملی زمین و مسکن تشکیل شده و یکی از اولویت‌های این کارگروه، تدوین برنامهٔ جامع توانمندسازی و پیشگیری از گسترش سکونت‌گاه‌های غیررسمی ایران است. در شهر مشهد ۶۶ محله در ۸ پهنه وجود دارند که تاکنون برنامهٔ توانمندسازی در یکی از پهنه‌ها در سه محله به تصویب رسید و شرکت عمران و بهسازی شهری نیز چندین پروژه را در آن‌جا اجرا کرد. همچنین برنامه‌ریزی‌های لازم برای اجرایی‌شدن سازوکارهای لازم در سایر محله‌ها و در پهنه‌ای گسترده انجام شده است.

### معضلات اجتماعی
بیکاری، فقر، اعتیاد، سرقت و بهره‌کشی جنسی از پررنگ‌ترین معضلات اجتماعی شهر به‌شمار می‌روند. حاشیه‌نشینی و نبود اشتغال، سبب افزایش فقر و در نتیجه اعتیاد و سرقت در این شهر شده است. پدیدهٔ «زنان خیابانی»، یکی دیگر از جلوه‌های ناخوشایند شهر است که گاه اخبار قتل‌های زنجیره‌ای یا تجاوزهای به عنف نیز با آن می‌آمیزد و چهرهٔ تیره‌تری از مشهد نشان می‌دهد. در سال‌های اخیر و با افزایش سفرهای شهروندان کشورهای عربی به ایران و مشهد، پدیدهٔ بهره‌کشی و به‌نوعی گردشگری جنسی در این شهر ظهور کرده است. به‌گزارش گاردین زائران عراقی در مشهد در کنار زیارت، غذا و پارک آبی جهت رابطهٔ جنسی نیز به این شهر سفر می‌کنند. هرچند موضوع فحشا نباید با موارد ازدواج موقت یا مُتعه اشتباه گرفته‌شود، بااین‌حال بسیاری اوقات در ازدواج موقت نیز بهره‌کشی رخ می‌دهد. این موضوع زمانی پررنگ‌تر می‌شود که در کنار آن فقر و شرایط بد اقتصادی وجود دارد. دگرباشان جنسی نیز همانند دیگر نقاط کشور در مشهد با تهدیدهای فراوانی روبرو هستند که مهم‌ترین آن‌ها، مسئلهٔ اعدام است. در سال ۱۳۸۴ دو نوجوان در مشهد به جرم لواط اعدام شدند که یکی از آنان کمتر از هجده سال سن داشت. این مسئله باعث بروز واکنش‌های فراوانی از سوی نهادهای حقوق بشری شد.
از مهم‌ترین مسائل اجتماعی شهر مشهد مسئلهٔ طلاق است. آمار طلاق در مشهد در سال ۱۳۹۳ نسبت به مدت مشابه سال گذشتهٔ آن ۳۵٪ افزایش داشته است. میانگین طول مدت زناشویی در طلاق در شهر مشهد ۵/۵ سال است. دراین‌میان، عمده‌ترین دلیل طلاق در مشهد مسائل جنسی است. این مسئله ۶۰٪ علت طلاق‌ها را به خود اختصاص داده است.
خشونت از دیگر آسیب‌های اجتماعی شهر مشهد است؛ به‌طوری‌که استان خراسان و مشهد در شش ماه نخست سال ۹۲، با ۳۲٬۸۰۶ مراجعه به پزشکی قانونی برای دعوا، رتبهٔ دوم کشور را در این زمینه به خود اختصاص داده است. کارشناسان شرایط اجتماعی گوناگونی ازجمله بیکاری، نبود شادی و نشاط، تورم، خبرهای نگران‌کننده، کاهش احساس امنیت، نبود آموزش‌های لازم برای مهار خشم، پایین‌بودن آستانهٔ تحمل و برخوردهای نامناسب در خیابان را از دلایل افزایش آمار خشونت و نزاع دانسته‌اند.

## ارتباط‌های بین‌المللی

### کنسولگری‌ها
| نام کشور      | وضعیت کنسولگری           | سال فعالیت             | موقعیت                                                                          |
| ------------- | ------------------------ | ---------------------- | ------------------------------------------------------------------------------- |
| ترکیه         | فعال (رسماً گشایش نیافته) | ۲۰۱۴ – اکنون           | بلوار خیام، خیام ۱۰، گلایل، روبروی گلایل ۶ و ۸                                  |
| قرقیزستان     | فعال                     | ۱۹۹۶ – اکنون           | بلوار فرامرز عباسی، فرامرز عباسی ۸                                              |
| ترکمنستان     | فعال                     | ۱۹۹۵ – اکنون           | بلوار امام خمینی، تقاطع امام خمینی ۳۴ و خیابان برادران شهید خوش قلب طوسی        |
| تاجیکستان     | فعال                     | ۱۹۹۵ – اکنون           | بلوار دستغیب، بین دستغیب ۴ و ۶                                                  |
| پاکستان       | فعال                     | ۱۹۷۵ – اکنون           | بلوار امام خمینی، روبروی امام خمینی ۲۵ (باغ ملی)                                |
| افغانستان     | فعال                     | ۱۹۲۱ – اکنون           | خیابان آخوند خراسانی، تقاطع آخوند خراسانی ۲۳ و خیابان برادران شهید خوش قلب طوسی |
| عراق          | فعال                     | ۲۰۰۷ – اکنون           | بلوار فردوسی، نبش فردوسی ۲۲ (شقایق)                                             |
| عربستان سعودی | فعال                     | ۲۰۰۴–۲۰۱۶۲۰۲۳–اکنون    | بلوار سجاد، نبش کوچه شیخ نمر (مولوی) هتل میثاق ملل (موقت)                       |
| بریتانیا      | غیرفعال                  | ۱۸۸۹ – ۱۹۷۵            |                                                                                 |
| روسیه         | غیرفعال                  | ۱۸۸۹ – ۱۹۱۷            |                                                                                 |
| شوروی         | غیرفعال                  | ۱۹۱۷ – ۱۹۳۷، ۱۹۴۱–۱۹۷۹ |                                                                                 |
| قزاقستان      | غیرفعال                  | ۱۹۹۵ – ۲۰۰۹            |                                                                                 |

### شهرهای هم‌پیوند و خواهرخوانده
مشهد با ۱۵ شهر، پیمان خواهرخواندگی امضا کرده است:
- کوالالامپور، مالزی: از ۱۳ اکتبر ۲۰۰۶[۲۷۱]
- نجف، عراق: از ۱۵ مارس ۲۰۱۵[۲۷۲]
- مزارشریف، افغانستان: از ۴ مه ۲۰۱۲[۲۷۳]
- عشق آباد، ترکمنستان از ۷ اوت ۲۰۱۲[۲۷۳]
- هرات، افغانستان[۲۷۳]
- لاهور، پاکستان: از ۱۸ مه ۲۰۱۰[۲۷۴]
- ارومچی، سین‌کیانگ، چین: از ۱۰ سپتامبر ۲۰۱۱[۲۷۵]
- کراچی، پاکستان: از ۱۶ مه ۲۰۱۲[۲۷۶]
- کربلا، عراق: از ۱ مه ۲۰۱۳[۲۷۶]
- بغداد، عراق: از ۲۶ فوریه ۲۰۱۴[۲۷۶]
- شاندیز با زنوز :از ۷ مارس ۲۰۱۵[۲۷۷]
- قم، ایران:از ۷ مارس ۲۰۱۵[۲۷۷]
- شیراز، ایران: از ۲۳ ژوئن ۲۰۱۶[۲۷۸]
- زنجان، ایران:از ۲۹ دسامبر۲۰۱۶

شهرهای زیر برای خواهرخواندگی با مشهد، پیشنهاد شده است:
- کراکوف، لهستان در ۱۸ نوامبر ۲۰۰۸[۲۷۹]
- اینچئون، کره جنوبی در ۱۹ ژوئیه ۲۰۱۶[۲۸۰]
- : قونیه، ترکیه